# Téglás
Téglás Hajdú-Bihar vármegyében, a Hajdúhadházi járásban helyezkedik el. A vármegye legkisebb közigazgatási területtel rendelkező városa (3833 hektár), mind a tíz nagyközség nagyobb területtel rendelkezik.

## Fekvése
A vármegye északi, urbanizáltabb részén helyezkedik el, Budapesttől 247 kilométerre keletre, a megyeszékhelytől, Debrecentől 21 kilométerre északra, Nyíregyházától pedig mintegy 26 kilométerre délre.
A közvetlen szomszédos települések: észak felől Újfehértó, kelet felől Bököny, dél felől Hajdúhadház, nyugat-északnyugat felől egy-egy rövidebb szakaszon Hajdúböszörmény és Hajdúdorog külterületeivel is érintkezik.

### Megközelítése
Legfontosabb közúti megközelítési útvonala a 4-es főút, mely a belterülete nyugati szélén halad el dél-északi irányban. Bökönnyel és Nagykállóval a 4901-es út köti össze, a nyugati külterületei között pedig elhalad még az Újfehértőt Hajdúböszörménnyel összekötő 3509-es út is.
A hazai vasútvonalak közül a települést a Budapest–Záhony-vasútvonal érinti, melynek itt egy megállási pontja van. Téglás megállóhely a belterület keleti részén helyezkedik el, nem messze a 4901-es út vasúti keresztezésétől északra; közúti elérését a 49 302-es számú mellékút biztosítja.
A legközelebbi repülőtér Debrecenben található.

## Természeti adottságai
Természetföldrajzi szempontból a terület a Nyírség déli részéhez tartozik. Eolikus homokkal fedett hordalékkúp-síkság, tehát a felszínét eolikus homokformák jellemzik. Ennek következménye, hogy errefelé a gyenge minőségű homoktalajok jellemzők. Az éghajlat kedvező: az évi középhőmérséklet 9,6–9,8 °C, az évi hőingás 23–24 °C, az éves csapadék mennyiség 550–600 mm, az éves napfénytartam pedig 2000–2050 óra. Az uralkodó szélirány északi, északkeleti. A környéken nagyobb folyó, tó nincs, csak egy időszakos tavacskával találkozhatunk (Kisrét). A talajvíz 2–4 m mélyen van, kalcium-magnézium-hidrogénkarbonátos. A mélyben termálvíz található, melynek feltárása még nem történt meg. Florisztikai szempontból a Nyírségi flórajáráshoz tartozik. Növényzetének jellegzetes társulásai: tölgy-, kőris-, szil ligeterdők, tölgyesek, homokpusztagyepek. Védett területek: Beloiannisz- erdőrész, és az Angolkert. A Beloiannisz-erdőrész különleges élővilágú, az egykori erdők maradványát őrző terület. Az Angolkert valóságos botanikus kert, melyet gróf Degenfeld Gusztáv alakított ki. Külföldről hozatott fafajtákat, platánt, tulipánfát, nyárfát és fekete diót, melyeket a homoki kocsányos tölgyek közé ültetett.

## Története
A magyar Alföldön és ezen belül a Tiszántúlon az emberi élet nyomai mintegy hatezer évre visszamenőleg kimutathatók. Téglás környékén az emberi élet első tárgyi emlékei i. e. 2000 körüli időszakból, a rézkorból származnak. E kornak a maradványait találták meg 1970 nyarán Téglás belterületén kertásás közben, amikor egy tömör markolatú kardon és korongos csákányon kívül más tárgyakat is felszínre hoztak. Ezek a leletek a középső bronzkort megszüntető nagy népmozgás következtében kerültek a földbe és elhelyezésük módja tudatos emberi tevékenységre utal.
A szarmata törzsek az 1. század második felében lakták a környező vidéket, földváraik nyomai ma is megtalálhatók a Tiszántúlon (Csörsz árka). Ennek a kornak a maradványai kerültek elő 1954-ben egy építkezés alkalmával is, amikor egy szarmata sírt tártak fel. Hajdúhadház területéről szintén sok szarmata lelet került elő, s a Hajdúhadház-Laposon talált leletek szerves folytatásának tekinthető a Téglás határrészén előkerült három durva készítésű edény is.
A 6. században az avarok szállták meg az Alföldet a mostani Szeged körül tömörülve. Az avarok nyomai Tégláson is megvannak, ugyanis 1952-ben a műút és a vasútállomás közötti területen avar kori sírokat tártak fel.
A 895-ben Árpád fejedelem vezetésével megszállt Alföld területi felosztásakor a mai Szabolcs-Szatmár-Bereg vármegye területén a kabarok három nemzetsége telepedett meg. Téglás honfoglalás kori történetével kapcsolatban is ezt a népcsoportot említhetjük meg. Téglás és környékének Árpád-kori lakói birtoktalanok, de szabadok voltak, s ha uruk iránti kötelezettségüknek eleget tettek, szabadon költözhettek.

### A honfoglalást követő évszázad
Téglás területe I. István korában mint szállásbirtok, később mintegy 200 évig királyi birtok volt. Téglás a környező kialakuló falvak között központi szerepet töltött be, ezt bizonyítja, hogy a határában, a Szentlélek nevű prédiumán (birtokán) kis méretű Árpád-kori templomot, körülötte temetőt tártak fel.
A debreceni Déri Múzeum munkatársai 1962 nyarán nagyobb mértékű leletmentő ásatást, mélyszántást végeztek Téglás város jelenlegi központjától északnyugatra, és a laza homoktalajból az eke szórvány jellegű ős- és középkori cseréptöredékeket és temetkezési nyomokat forgatott fel. A helyi lakosok tudnak róla, hogy itt régi templomhely van, ezért ezt a helyet az öregek ma is templomdombnak nevezik. A feltárt kerámialeletek, amelyek töredékek voltak, megállapíthatóan az Árpád-korra jellemző 11-14. századi típusúak, ennél viszont több eredményt adott a templomalap árkának és a temető egy részének feltárása.
A kis méretű templom teljes hossza 8,5 m volt. A templom melletti temetőben 41 sírt tártak fel, amelynek a leletanyaga nem volt jelentős. A temető képe nem tért el a más alföldi Árpád-kori temetők általános jellegétől, amit mutat a temetkezés módja és a téglával kirakott sírok alkalmazása. A középkori falut, a templomot és a körülötte lévő temetőt a kutatók a 11-14. századig terjedő Árpád-korra keltezik, ha viszont figyelembe vesszük a kutatók azon állítását, hogy a feltárt területen a templom építése előtt is volt már temető, akkor Téglás környéke már a X. századtól folyamatosan lakott hely volt. A kutatók véleménye, hogy a fellelt kis falu Téglás legkorábbi településtörténeti rétegét adja, illetve Téglás egyik 11-14. századi település magját találták meg. Erre utal Módy György is, aki ezt a területet mint Téglás 11-13. századi prédiumát (birtokát) feltételezi. Azt, hogy a kis település erőszakos elpusztításának nincs nyoma, az anyafalu elszívó hatására bekövetkező 14. századi elnéptelenedés magyarázza. A 10. századi feltárt település és a 14. századi név szerint is említett Téglás történetét a kutatók okleveles adatok alapján derítették fel.

### I. István után
Az 1050-es években a Gutkeledek birtokához tartozott (Gut és Keled testvérpár volt, akik az I. Péter által behívott német lovagok közé tartoztak, akik a király testőrségében végzett szolgálataikért kapták a nagy kiterjedésű birtokot) nemzetségbeliek Egyedmonostori ága Dorog alágának tagjai hozták létre a települést, szláv és magyar családok letelepítésével. A Gutkeledek tiszántúli birtokának központja a mai Nyíradony (a középkorban Gut) helyén állott. Ezzel egy időben egy másik nemzetség is itteni birtoklásáról is van adat, a Borsodban települt Őrsur nemzetségnek is voltak itt falvai. Az adomány birtokok ebben az időben erősen szétszórt területek voltak, s egy-egy falu ura nem minden esetben egy birtokos volt. Valószínű, hogy az 1200-as években a Gutkeledek földesurai akarata hozta létre tervszerű telepítésekből azt a kis települést a környező erdőségekben élő szláv és magyar családokból, ami a Téglás nevet kapta.
A jelenlegi helyet sem helyi, sem helyzeti energiák nem indokolják. Meghatározó lehetett az, hogy a Tokaj-Debreceni út és a Kelet-Nyugat-i csapású vándorlási, kereskedelmi útvonalak itt keresztezték egymást.
Tény, hogy Téglás már a XI. századtól földesurak alávetett település OPPIDUM PRIVILEGIATUM volt, ami azt jelenti, hogy város falu, mivel az officiális (hivatalos tisztviselő) udvarhelye volt a vásártartás állandósult helye, I. István óta egyházas hely is, s az egyházas helyek egyben vásárhelyek is voltak, mivel a vasárnapi piacokon árukat cseréltek, vettek, eladtak.
Téglás a tatárjárás előtt, a XII-XIII. században a Nyírséghez tartozott.
A tatárjárás 1241–1242 IV. Béla (1235–1270) Téglás települést is elpusztította és valószínű, egy-két évtized szükséges volt a falu életének újra alakításához, mivel Debrecen is a tatárjárást 60-70 év alatt heverte ki.

### Az első feljegyzések
Az 1330-as évekig Téglás a Gutkeled-beli Dobiak birtokában volt, és tőlük vette meg Debreceni Jakab és Pál Téglást egészen, és Tur-Sámson egy részét 50 márkáért.
Téglás település első írásos előfordulásai: 1332, a pápai tizedjegyzékekben (1332–1337) Károly Róbert magyar király uralkodása alatt olvasható, azzal a megjegyzéssel, hogy "Lőrinc TILGLAS papja 6 garast, 1333-ban 5 garast fizetett. 1301- (...) 37. évi pápai tizedjegyzékben a máramarosi plébániák az egri püspökség plébániai között (...)178 Téglás."
1332. október. 31. Debrecen
"Néhai Dózsa nádor fiai: Jakab és Pál mesterek, szabolcsi ispánok és Adorjáni várnagyok meghagyják László fia: Péter mester szabolcsi alispánjuknak, hogy a Hadházi József mester jobbágya és az ő Dénes nevű Téglási tisztjük által lopásért letartóztatott Bolthi Demetert Tamás mester Bolthi kezességére bocsássa szabadon és a maga, valamint jobbágyai által a Bolthi népek ellen indított összes pereket halassza el az ő személyes bíróságuk elé."
Arra vonatkozóan, hogy a falu lakóinak száma ebben az időben mennyi volt, adatokkal nem rendelkezünk, de az adó összegéből vonatkoztatva feltételezhetően a létszám 80-100 fő lehetett.
A város nevének kialakulása még vitatott, ami nevét valószínűleg – a XIV. század első felétől oklevelekben feltalálható – téglából épített temploma, vagy földesúri háza után kapta.
(Korábbi névalakok: Thokas, Tilglas, Theeglas, Theglas, Telglas, Tetlas, Teclas, Teklas, Teglas, Téglás.)
1337.03.15. Kálló. Mihály szabolcsi alispán és a szolgabírák semjéni Mihály fiának: László mesternek Téglás [Theglas] Péter elleni ügyét április 26-ára halasztják.
1338 előtt a falu egy részét feltehetően Debreceni Dózsa nádor fiai (Pál, Dózsa és Jakab) szerezték meg.
Miklós nádor (H), a kunok bírája hírül adja: "Dobi Lőrinc fia István mester, néhai Dózsa nádor fiait: Jakab és Pál mestereket Téglás és Tur-Sámson birtokok ügyében 1343. szeptember 15-re a nádor színe elé perbe hívta, majd az ügyet többszöri halasztás után 1344. május 1-jére tették."
1347 előtt a Téglási birtok per alatt állott.
1347. március 1. "Az egri káptalan előtt Dobi Dorog fia Lőrincz fia István, Dózsa nádor fiaival kibékül, és Téglás nevű Szabolcs vármegyei s Túr-Sámson nevű Bihar vármegyei birtokokat ötven márkáért a Debrecenieknek átengedi."
1347. 06. 14. Kálló. "Berzethe Miklós királynéi pincemester, Danauichi, Palocsai, Adorjáni várnagy, szabolcsi ispán és a négy szolgabíró bizonyítják, hogy Dózsa nádor fia: Jakab a Téglás faluban levő jobbágyát: Jekult köteles bíróság elé állítani kállói Vasar fia: László ellen, illetve esküt tenni, amint ezt helytartója: János deák elvállalta."
1347. 06. 30. Kálló. "Berzethe Miklós szabolcsi ispán és a négy szolgabíró bizonyítja, hogy Dózsa fia: Jakab törvény elé állította Téglási jobbágyát, név szerint Jekult kállói Wasar fia: László ellen, de egyben felmutatta I. Lajos király oklevelét, amely Dózsa fiát: Jakabot és minden jobbágyát kiveszi minden bíróság hatásköre alól."
Egy másik feljegyzés 1348-ból való, ahol Debreceni Dózsa fiai Jakab és Pál utasították Szabolcsi ispánjukat, hogy Téglási tisztük Dénes által letartóztatott tolvajt engedjék szabadon.
1376. december végén Mihály mester egyik hatházi jobbágya a Debreceniek téglási tiszttartójával Hencidai Imrével és két téglási jobbággyal együtt rátörtek Orosi Imre özvegyének Oros nevű falujára és onnan a ménest Téglásra hajtották. A panasz nyomán királyi parancsra a leleszi konvent kivizsgálta az ügyet és megállapította a panasz jogosságát.
1385. A korabeli iratok azt bizonyítják, hogy ebben az időben Téglás számottevő település volt, mert a Dózsák által történő birtokbavétele óta itt egyházi bíró volt, aki mint a földbirtokos fizetett embere lent élt a birtokon.
A leleszi konvent által kiadott 1385. tavaszi oklevélből kitűnik, hogy Debreceni Istvánnak Tégláson is volt udvarháza.
Egy későbbi 1385. évi idézés alapján megállapítható, hogy Dózsa Jakab fia István Téglási birtokán élt.
1385. 04. 27. "Domonkos leleszi prépost és a konvent jelenti Mária királynénak, hogy Szentgyörgyi Tamás országbíró felszólítására Vas-Megyeri Pál királynéi emberrel kiküldték Pál testvért, akik jelentették, hogy Debreceni Dózsa fiának: Jakabnak fiát: István mestert Téglás nevű birtokán Kállói István fiának: István mesternek jobbágya: Harangi Tamás ellen Szent György ünnepének tizenötöd napjára (május 8.) megidézték."
1385. "A konvent bizonyságlevele arról a békés egyezségről, amelyet Szepesi János fia László és ennek fia Miklós a maguk és név szerint felsorolt vérrokonaik nevében egy részről és Zakali Miklós a maga, felesége: Klára, fiai: Miklós és János továbbá név szerint felsorolt testvérei és nagybátyjai nevében más részről kötöttek és amelyben az első fél visszautasította a részére szóló királyi donációt Thelegdi Miklós és felesége: Klára asszony Szabolcs megyei Szoboszló, Heges, Hatház s Téglás meg a Bihar megyei Sámson álló birtok levő részeire, egyben a királyi adománylevelet érvénytelenítette és a felek megegyeztek a most zálogban levő és Hatház, Téglás és Sámson álló birtokrészek kiváltására vonatkozólag."

### A 15. században
Téglás 1405-ig a Debreceni családé, majd a birtokló család kihalása után, mint kincstári birtok Zsigmond király tulajdonába került. A 15. századi Szabolcs vármegye területén két főrangú család birtokolt, a mai Hajdú-Bihari részen a Hunyadiak s a mai Szabolcsi részen a Báthoryak. A megyében az adó alá eső házak száma 4300-4500 db körül volt, s ebből Téglás 20-25 házzal részesült. 1405 után is az uradalom tartozéka a rác despoták, a Hunyadiak földes-urasága alatt.
A 15. század második felében még igényt tartottak, sőt időlegesen birtokoltak részeket a faluban a Debreceniek leányági örökösei, a Telegdy, a Szakolyi és az ónodi Czudar családok, 1498-tól az anarcsi Tegzesek.
1411-ben a Debrecenhez tartozó területek között, Téglást mint possessio (birtok) említik.
1437-ben az adójóváírás szerint a jobbágyok családonként 9 hold szántót, ismeretlen mennyiségű legelőt és 5 hold erdőt bírtak. Ez a megállapítás a terület gazdasági-társadalmi-földrajzi feltételeinek azonossága miatt Téglásra is alkalmazható.
Az 1439-80-as években a Bacskai családnak vannak pusztái Tégláson.
1448-ban a Telegdy családnak is volt részbirtoka Tégláson amit bizonyít, hogy özv. Telegdy Ferenc panasszal fordult a királyhoz, hogy fia Ferenc kizárta őt Téglási birtokáról.
1450-től Téglási részbirtokok a Hunyady család tulajdonába is kerültek.
1451-ben a Tornai család is birtokolt Tégláson.
1451. 04. 30. "A budai káptalan bizonyítja, hogy midőn megkapta az országnagyoknak az ítéletlevelét Thornai Silvester feleségének: Zsuzsannának a javára a Szabolcs-megyei és Bihar-megyei Hosywmooh, Theglas, Zobozlo, Hegyesd és Geberyen birtokokban lévő birtokrészeknek a felosztásáról és statuálásáról, az országnagyoknak e célra külön kiküldött emberével: Debreczeni Mihállyal Somlyoi Demeter mester kanonoktársát küldte ki, akik ápr. 14-én kiszálltak Theglas birtokhoz és azt is két részre osztották, ahol tizenhárom jobbágytelek jutott Zsuzsannának, amelyekben Franciscus Chytha, Nicolaus Toth, ...Ffrank, Jacobus similiter Ffrank, Clemens Parvis, Balentinus Bakws, Sthanislaus (literatus-írástudó), Gregorius Zakoly, Vicentius Horwath, Michael Magnus, Dominicus filius (fia) Petri, Nicolaus Fferencz et Mathias filius (fia) Georgii laknak."
1453. 01. 31. Keltezés helye:	Pozsony Pozsony m. Irattípus:	adománylevél. "Szakolyi Miklós (György f, János f) fel Klára magán ; Telegdi Miklós magán ; Telegdi László magán ; Szakolyi Miklós (György f, János f) magán ; Moch Macs Szabolcs m ; Zobozlo Szoboszló Szabolcs m ; Hegyjes Hegyes Szabolcs m ; Theglas Téglás Szabolcs m ; Hathaz Hatház Szabolcs m ; Sampson Sámson Szabolcs m.
V. László király Zakoli György fia: János fia: Miklós érdemeiért a Szabolcs megyei Moch, Zobozlo, Hegyjes és Theglas, valamint Hathaz és Sampson részbirtokokat Zakoli Miklósnénak, Klára asszonynak és Telegdy Miklós – és Lászlónak adományozza."
1453. 12. 16. Keltezés helye: Buda Pilis m. Irattípus:	perhalasztó. "Szokolyi Péter (János f) felperes ; Szokolyi Miklós (János f) felperes ; Tornai Szilveszter alperes ; Tornai Szilveszter társai alperesek ; Moch Macs Szabolcs m ; Zabozlo Szoboszló Szabolcs m ; Hegyes Szabolcs m ; Theglas Téglás Szabolcs m ; Hathaz Hatház Szabolcs m ; Samson Sámson Szabolcs m.
Pálóczi László országbíró Zakoli János fiai: Péter és Miklós perét Tornai Szilveszter és társai ellen a Szabolcs megyei Moch, Zabozlo, Hegyes Theglas birtokok s Hathaz és Samson birtokrészek ügyében elhalasztja."
1459. 06. 25. A konvent bizonyságlevele arról a békés egyezségről, amelyet "Scepesi János fia László és ennek fia Miklós a maguk és név szerint felsorolt vérrokonaik nevében egy részről és Zakali Miklós a maga, felesége: Klára, fiai: Miklós és János továbbá név szerint felsorolt testvérei és nagybátyjai nevében más részről kötöttek és amelyben az első fél visszautasította a részére szóló királyi donációt Thelegdi Miklós és felesége: Klára asszony Szabolcs-megyei Szoboszlo, Heges, Hatház s Théglás meg a Bihar megyei Samsun possessiókban (álló birtokrészek) levő részeire, egyben a királyi adománylevelet érvénytelenítette és a felek megegyeztek a most zálogban levő és Hathaz, Theglás és Sampsum possessiókból (álló birtokrészek) kiváltására vonatkozólag."
1460-as években a Csaholyi család a Kusalyi – Jakcsok családdal szemben, akik Bihar vármegyében birtokoltak, királyi ítélettel elveszítette Téglás birtokát.
A Tornaiak viszont – István, Benedek, János, Zsófia, Hedvig és a már Báthori Istvánné Erzsébet – 1462 nyarán teljesen kiegyeztek Telegdi Miklóssal és Lászlóval. A hatházi, hosszúmacsi, szoboszlói, hegyesi, téglási és sámsoni perrel megnyert részeket a hatházi és hegyesi vámmal visszaadták nekik örökös birtokként, a korábbi perben lekötött 1000 tiszta arany forinttal.106 Ugyanígy békésen intézték el az országbíró előtt Szapolyai Imre és István a Szakolyaiakkal Macs és Téglás falvak fele része, Hatház és Sámson részei miatti ellentétüket. Macs és Téglás egy-egy negyed része, valamint a hatházi és sámsoni birtokrészek fele-fele a Szapolyaiaké maradt, viszont a két Szakolyi visszakapott Macson és Tégláson egy másik negyedet és a hatházi és sámsoni részek felét.
1472. 04. 28. Ország Mihály nádor meghagyja a váradi káptalannak, hogy "szólítsa fel Zokoli Miklós fia Miklóst, Scepesi Miklóst, Demetert, Pétert, valamint István fia Istvánt s Zapolyai Imrét: a zálogösszeg lefizetése fejében Mátyás királynak bocsássák át a Szabolcs megyei Hegyes, Zobozlo, Hegyes, Mach, Theglas, Hathaz s Bihar-megyei Bodogfalwa, Gaboryan, Thothfalw birtokát (helységeket), mint magvaszakadt Debreczeni Dosa János fia Lászlónak már Zsigmond királyra szállt, de leányainak a leánynegyede fejében a Szapolyai családnak elzálogosított birtokait visszaköveteli."
1472. 05. 17. A váradi káptalan jelenti, hogy "Ország Mihály nádor 1472. április 28-i parancsára Zapolyai Imret Belperthen, Zokoli Miklós fia Miklóst és Scepesi Pétert, Demetert, Istvánt Paczon, végül Scepesi Miklóst Adonon felszólította, hogy a Szabolcs-megyei Theglas, Hathaz, Megyes, Zobozlo, Mach, Samson, valamint a Bihar-megyei s Debrecen melletti Bodogfalwat, Gaboryant és Thothfalwt – amelyeket Zsigmond király annak idején Debreczeni Josa fia Lászlónak magszakadás esetén visszaválthatóság jogával adományozott s amely birtokok László leányainak leánynegyede címén kerültek nevezettek birtokába – a zálogösszeg lefizetése fejében bocsássák vissza Mátyás királynak. Minthogy nevezettek ezt megtagadták, a káptalan őket Jakab nyolcadára nádor elé idézte."
1475. 02. 24. Debrecen város levele a "Semyenben lakó Kalloi Jánosnak, amelyben felszólítja, hogy Theglas-i Márton nevű jobbágyával fizettesse meg azt a másfél forintot Nagy Balázs nevű polgárnak, amelyet Semyen helység bírósága megítélt neki."
1476-ban a helyiek részeit a király anyja Szilágyi Erzsébet megvásárolta a Tornaiaktól, akik leányágon szintén a Dózsáktól örökölték.
1476. 12. 07. Mátyás király a váradi káptalannal tudatja "Karoli János panaszát, amely szerint Karol, Wada, Feen, Chanalo és Petry possessióban lakó jobbágyai Mwsay possessióból hat négy ökrös szekérrel 16 hordó bort szállítottak haza; a Szatmár megyei Thywkod és Berwey possessiók között Bátori András Domahyda-i officiálisa (formális) ura megbízásából, ura jobbágyaival megtámadta őket és kifosztotta és megverte, mondván hogy az út, ahol mentek, hamis út és a domahyda-i vámot így akarták elkerülni. Egyben bekényszerítették őket kocsijaikkal Domanhyda-ba, ott másfél hordó bort megittak. Bátori András név szerint felsorolt, Zanyzlo-ban lakó jobbágyaival a panaszosok Theglas prediumban és a Szatmár megyei Embel possessióban réteket kaszáltatott le. Hatalmaskodtak még Kaplyan és Chanalos possessióban is. Elrendeli egyben a tanuvallatást és a hatalmaskodók inszinuációval történő perbehívását Vízkereszt nyolcadára (jan.13.) a királyi perszonális prézencia elé, köteles lévén hatalmaskodó jobbágyait saját széke elé állítani."
A Hunyadiak kezén jelentős fejlődés ment végbe a birtokon, amit mutat az is, hogy az 1480-as években már vámjoga is volt Téglásnak.
1484-be az elhunyt Szilágyi Erzsébet jószágait, és részbirtokait melyek Újváros, Macs, Hatház, Tetétlen, Téglás stb. településeken voltak végrendeletileg Korvin Jánosra hagyta.
Téglásról egy 1487. évi oklevélből tudjuk, hogy akkor vagy tévesen vagy csak átmenetileg Bihar megyéhez számították.
1487-ben a Szokolyiak 17-20 faluban voltak földesurak és többek között Téglás puszta részeit kapta királyi adományul.
Buda, 1487. június 8. I. Mátyás király megparancsolja a leleszi konventnek, "küldje ki hiteles emberét, akinek jelenlétében a vármegyei esküdtek iktassák be Szakolyi Albertet és Andrást – Ibrány, Paszab, Balsa, Kisfalud, Rakamaz, Bűd, Keresztút, Szakoly, Mihálydi, Adony Téglás, Hegyes, Szoboszló, Macs Szabolcs és Bihar megyei birtokokba, és tegyenek róla jelentést."
1494. 04. 22. "A váradi /Waradiensis/ káptalan előtt Zakoli János a gyermekei: György, Ferenc, Péter, Miklós, László és Anna nevében is a Zelemyri László lánya Mártának, Parlagi Antal feleségének 100 forintért a Lelezi konvent előtt már régebben elzálogosított Bihar-megyei /Byhoriensi/ Macz birtokban és a Zabowcz-megyei Zobozlo, Hegyes és Theglas birtokokban bírt részeire újabb 50 forintot vevén fel azokat 150 forintért elzálogosítja Mártának."
1498. 11. 03. "II.Ulászló király Bochkai Miklós egri prépost, Anarczi Thegzes László és György valamint név szerint felsorolt társaik hűsége és szolgálatai jutalmazására királyi új adomány címén nekik adományozza az általuk már eddig is bírt Zemplén megyei Bachka........ és Zygan, a Bihar megyei Monosthor possessiókat és Zenthpaltheleke prédiumot és a Szabolcs megyei Kelche, Berencz, Anarcz,....... Benk, Monyaros possessiókat és Zalamcz, Chether s Theglas prédiumokat (birtokokat)."

### A 16. században
A Mohácsi vész utáni három évszázados küzdelmet, mint az egymás után következő Téglási generációk megmaradásukért folytattak, két tényező segítette. Ez a két tényező az 1500-as évek elejére kialakult falusi önkormányzat és reformáció mint eszmei hatás, ami a falusi közösséget szervező és felügyelő erőként hatott. A bíró segítői az önkormányzat vezetésében a XIII-XIV. században már a tanács és az esküdtek, melyek három irányú feladatot láttak el.
- a falu rendjének kialakítása és fenntartása,
- a falu közös vagyonának és jövedelmének biztosítása,
- a falu egyes lakosainak birtokába, használatába jutó ingatlanok felosztásának gyakorlati lebonyolítása.
Téglás az 1500-as években Szabolcs vármegye Nagykállói járásához tartozott, egy része a Tokaji uradalomhoz.
1503-ban Báthori László örökölt téglási részeket, négy év múlva a Szakolyiak zálogolnak el birtokrészeket az Eödönffy családnak, majd 1512-ben Maghi Pálnak. A falu Szapolyai János magyar király uralkodása idején, majd az Ártándi testvérek alatt is a debreceni uradalom tartozéka.
1513. 06. 29. „Petri et Pauli app. Belthewki Draghffy János, Zolnok Mediocris és Krazna megyék comese bizonyítja, hogy jóllehet Karoli Lancz László az elmúlt napokban a váradi káptalan zálogosító oklevele szerint a Szatmár megyei Karol, Wada, Fyn, Chenalos, Petry, Wezewd, Kaplyan, Bobald, Embel, Olsway és Apathy birtokokban, továbbá a Zenthpaltheleke, Theglas és Rodway prediumokban lévő birtokrészeit neki 5000 forintért zálogosította el, mégis kölcsönös megértés alapján ő magára vállalva fiainak: Gáspárnak és Boldizsárnak a terhét, arra kötelezi magát, hogy ha idők folyamán a nevezett Lancz László vagy a testvére (frater suus carnalis), a másik László, vagy örököseik a nevezett birtokrészeket vissza akarják venni, azokat az 5000 forint helyett 2500 forintért válthatják vissza ha Dragffy László és a fiai ezt a kötelezettséget később nem akarnák vállalni, becsületük elvesztésével bűnhődjenek.”
1513. 10. 25. "Szakol. Zakoli Miklós fia János fia László a Zabolch megyei Zobozlo, Hegyes és Theglas és a Bihar-megyei (Bihariensi) Moch birtokban bírt részeit Maghi Pálnak 145 forintban elzálogosítja oly feltétellel, hogy ha Maghi Pált a fenti birtokrészekben megtartani nem tudná, azt lefoglaltatja más birtokait a zálogösszeg erejéig."
Téglást és környékét az 1514-es Dózsa parasztháború elkerülte, de valószínű nem érződött az a nemzeti tragédia sem ami az 1526. augusztus 29-én Mohácsnál bekövetkezett.
Téglás az 1517. évi regestrumában (időrend szerint összeállított oklevéljegyzék) 2 telkes jobbággyal és 8 Ft bérkocsma jövedelemmel szerepelt.
1524-től ismét mint királyi birtok szerepelt, amit 1551-ben I. Ferdinánd magyar király Serédy Gáspárnak adományozott. Érvényes Téglásra is, hogy ez az időszak egy békés, virágzó évszázad lehetett.
1528-ban az egri püspök sok egyházközséget kiközösített – köztük a Téglásit is – a dézsmák fizetésének megtagadása miatt.
1532 körül is olyan a vidék állapota Tégláson is, hogy a jobbágyi sorban lévők szorgalmuk és ügyességük által jó módba jutottak.
A hajdúk eredetileg az Alföldön a XV. században kialakult marhatenyésztés és marhakereskedelem hajcsárainak szerepét betöltő paraszti elemek voltak.
1549-ben Tégláson 15 jobbágytelke volt enyingi Török Jánosnak, 5-5 jobbágytelke Serédi Gáspárnak és Dobó István-nak Eger várkapitányának, és 7 jobbágytelke Bélteki Deák (Litterátus) Pálnak.
Az 1552-es évben miután a törökök elfoglalták Szolnokot és Temesvárt, Téglás is a török hódoltság határterületére, mintegy a senki földjére került, bár közigazgatásilag a Magyar Királysághoz tartozott és védelmét Nagykálló látta el, ami mint III. rendű végvár ellenállt a töröknek. Néhány falu és ilyen volt Téglás is megunva az állandó zaklatást, anélkül, hogy meghódolt volna, titokban adót fizetett a törököknek.
Mint anyaiskola 1588-tól a debreceni kollégium gondoskodott a partikuláris iskolák irányításáról, ez az intézmény küldte nagyobb diákjait a vidéki partikulákba rektorokul, praeceptorokul (oktatókul), tanítókul az ismeretek terjesztésére.
Ennek köszönhető, hogy 1552–1670 között a mai Hajdú-Bihar területén Hajdúböszörményben, Hajdúhadházon, Hajdúszoboszlón, Kabán, Bagamérban, Bagoson, Bárándon, Derecskén, Földesen, Nádudvaron, Biharnagybajomban, Püspökladányban, Pércsen, Tégláson, Balmazújvároson, Berettyóújfaluban már szervezett oktatás folyik.
1553-as összeírás szerint Tégláson nem volt dézsmálható bárány.
Az egyik legkorábbi magyar nyelvű dézsmajegyzékben Téglásra vonatkozóan 1556-tól van feljegyzés a falu lakóival kapcsolatban.
A dézsmajegyzék azt is elárulja, hogy a jelentékenyebb gabonatermesztésű falvakban már eléggé általános a búza és a rozs kaszával való betakarítása. A kisvárdai kerületben kaszált gabonáról nem tesznek említést, a Kállói járásban 12 faluban 126, 5 hold kaszált búzát írtak össze a mai Hajdúböszörmény környékén, Szentgyörgyön, Zeleméren, Viden, Hadházon és Tégláson, továbbá Bököny és Geszteréd környékén hét faluban a kaszával betakarított búza mennyisége harmadát, felét teszi a kévébe kötöttnek.
1556-ban a faluban összes tizedfizető 28 fő, a valószínű lélekszám 105-150 fő volt. A dézsmajegyzék tartalmazza a tizedfizetők névsorát is és Tégláson 6 gabonadézsma fizetőt írtak össze. Kereszténypénzt fizetett 22 fő, ami családonként 6 dénár volt. A falu 1566-tól fizeti az adót a töröknek. A jegyzék adatai alapján Téglás gabona termése búzából 49 köböl /29q / és árpából 17 köböl /10 q / volt. A szántást kezdetleges faekével végezték, s az egy holdra elvetett gabona mennyisége 50–60 kg volt. A Szolnok-i szandzsák nagykállói náhie (szandzsák kisebb területi egysége, bírósági kerület).
1560. Adóösszeírás szerint Tégláson van 23 jobbágytelek, 2 bíró, 4 zsellér család és a falu népessége 280-330 fő lehetett.
1565. Conscriptio Téglás: Tokaji vár falva Theglas.
1572. évi adóösszeírásában Tégláson 25 portát (házat)(családfőt), 1 templomot találunk, és a falu lélekszáma 140-150 fő lehetett, azzal a megjegyzéssel "alá nem vetették magukat". A jobbágy telke után pénz-, robot és terményszolgáltatással tartozott urának. A pénzadó (cenzus) nagysága helységenként és birtokosonként változott. A terményadók közül a kilencedet (nona) és az egyházi tizedet (decima) saját földesurának fizette.
1572-ben Woiwoda Musztafa volt a bej, aki számára ekkor már Téglás is adózott.
1573-as esztendőben Debrecen környékére az első komolyabb török kori csapást a gyulai bég 1573. évi pusztító, sarcoló hadjárata hozta. 1573. évi Magyarországi török defter szerint a Szolnoki szandzsákhoz tartozó nagykállói fejadó 25. faluja Téglás falu, ami 25 ház és templom után adózik.
1577-ben Tégláson már van dézsmálható bárány, mivel Szabó Tamás 335-ből ad dézsmát.
1583. évi dézsmajegyzéken az alábbi téglási dézsmafizetők szerepeltek: Som Péter bíró, Som István, Borda András, Aszalós Mihály, Aszalós Mátyás, Szabó Tamás, Markos András, Kállai Gergely, Kólis András, Bóti Balázs, Máté István, Fóris János, Gyula Mihály, Deli Máté, Chenik Máté, Borda István, Kólis Márton, Gyula Pál, Pap Antal, Bagoly Orbán, Bordi Márton, Kun János, Kiss György, Kecskés Bálint, Márk István, Kólis Lőrinc. A felsoroltak közül 18 fő neve után 6 Ft van írva, ami azt jelenti, hogy nem rendelkeztek tizedelő mennyiséggel, vagy dézsmamentesek voltak.
Téglás és környéke 1596-ig fizette az adót az Egri várnak, s ez az adózás Eger török által való elfoglalásával szűnt meg.
Téglásra és környékére 1594-ben pedig a 15-éves háború (1591/1593–1606), során betört török oldalán segédcsapatként felhasznált harcoló krími tatárok hozták a legnagyobb veszedelmet, pusztították el a környéket mert Debrecentől felfelé az egész nyírségi részt felégették, elpusztították. Ekkor lett néptelen, azaz teljesen elpusztult úgy Macs, Téglás, Hatház, Vid, Parlag, Monostor, Zelemér, Szentgyörggyel együtt, s még közel tíz közelebb-távolabb fekvő település. Néhány jobbágycsalád nyilvánvalóan évekig eltengődött még ősei földjén, de adózás szempontjából a fent sorolt falvakat a szabolcsi adóösszeírók 1598-ban is teljesen elhagyottnak, néptelennek írták.

### A XVII. században
1602-ben történt újabb adóösszeírás még mindég deserta (lakatlan), elhagyott néven említi Téglást.
1604-ben Eödönfi Lászlónak is voltak részbirtokai Szoboszlón és Tégláson is.
1604: "Barbian Belgiosi János Jakab olasz nemesi családból származó gróf, kassai főkapitány (†1626) császári kapitány rakamazi táborába idéztette Bocskai István volt bihari főispánt (ur. 1604-06), aki a sarcolók ellen hadat gyűjtött, Kerekinél és Álmosdnál győztes hajdúival Tokajig űzte a császáriakat és elfoglalta Kálló várát. A török és a császári rablások miatt lakhelyeikről elűzött hajdúkat Bocskai 1605: letelepítette Böszörmény, Dorog, Hadház, Nánás, Szoboszló és Vámospércs községekbe, amelyek kivonták magukat a vármegye hatósága alól. 1606-19: ~ terén kialakult a kiváltságos hajdú települések, majd folyamatosan a földesúri hajdú települések 25–30 km-es sávja: 1611: (Nyír)Bátor; 1623: Szentmihály (2006: Tiszavasvári); 1632: Rácfehértó (2006: Újfehértó); 1637: Nyíregyháza; 1643: (Tisza)Bűd (2006: Tiszavasvári), Balsa, Téglás; 1645: (Mária)Pócs, Kálló, (Tisza)Dada és (Tisza)Dob. E területek nem tartoztak a vámhatóság alá. A kiváltságukat megőrzött hajdú városok 1695 u. önálló igazgatási, igazságszolgáltatási és adózási szervezetben éltek. A földesúri hajdú települések 1711: a →szatmári béke után kiváltságaiktól megfosztva a vármegye igazgatása alá kerültek. 1619: Bethlen Gábor (ur. 1613-29) a csatlakozott ~i nemesekkel és hajdúkkal elűzte a császáriakat."
"A leleszi konvent 1608. június 11-én kelt bizonyságlevele szerint ugyanis Miskolczy János sárospataki nótárius személyesen jelent meg a konventnél és úrnője serkei Lorántffy Mihályné Kamarás Borbála, néhai Zeleméri Kamarás Miklós lánya nevében – akinek apja néhai Zeleméri Kamarás János és ruszkai Dobó Anna fia volt – ünnepélyes tiltakozást és ellentmondást jelentett
be, mivel "superioribus diebus" (az egykori), tehát a tiltakozás előtt nem sokkal, Báthory Gábor erdélyi fejedelem Lorántffy Mihályné részbirtokait " bona et jura portionesque . . . in possessionibus ac praedüs (javak és jogok. . . A birtokok és gazdaságok) Monostoros Pali, Hozu Palí, Zoboszlo, Fejértó, Etel, Macz, Mihe, Pocsaj, Zenthdemeter, Chan, Téglás, Zopor, Perch, Keöteles, Banki et Peer vocatis in comitatibus Zathmar, Bihariensi, Szolnoki mediocri et Szolnoki exter ori ac Krazna existentes . . ." eladományozta Szénássy Mátyás, Médy István és más hajdú-vitézeknek, akiknek nevét most nem tudják". Ezeket a tiltakozó birtokosnő fenti részbirtokaiba beiktatták és azok azt el is foglalták."
Birtokosai ruszkai Dobó Ferenc, majd Perényi Zsófia és Székely Ferenc. A Dobó féle birtokot Lorántffy Mihály lányai, Zsuzsanna és Mária örökölték 1615-ben. Lórántffy Zsuzsanna házassága révén lett Rákóczi-birtok.
1621. Tégláson a kézműves szakmára utaló neveket a következőket találtuk: Kotsis, Téglási, Varga, Kováts, Szűts, Mester.
Felsővadászi Rákóczi György Borsod vármegye főispánja (1593–1648) 1630–1648 erdélyi fejedelem, akkor még Bethlen Gábor (1580–1629) 1613–1629 erdélyi fejedelem felső-magyarországi hadainak főparancsnoka a pozsonyi táborban
1621. augusztus 21-i oklevélben kiváltságlevelet adott huszonnyolc, hozzá forduló hajdú-vitéznek téglási részbirtokára.
A kiváltságlevélben név szerint is felsorolt hajdú-vitézek Rákóczi seregében szolgáltak. Az eredeti levél magyar nyelven íródott, ma a Hajdú-Bihar Vármegyei Levéltárban található, és az alábbiak szerint szól:
" Adjuk tudtára mindenkinek, hogy minket talála meg vitézlő Márky János és Csoncsa István könyörögvén azon nekünk, hogy Ő neki több vitéz társával együtt úgymint ezekkel /26 név felsorolása: Turi György, Marki Gáspár, Kolis Mátyás, Raab István, Gongoil István, Kolis János, Löki János, Balogh János, Diak István, Szilágyi Péter, Nagy Boloisav, Téglássi István, Kalman János, Nagy János, Szilassi István, Balog Mátyás, Rách István, Nagy Domokos, Nagy Menyhért, Varga Lukács, Wincze László, Csonka Menyhért, Szabó István, Kovách Gáspár, Jakab? György, Csontos Paál/ és ezután valókkal kik oda akarnának az alól megíratott conditiok alatt megszállani, engednénk a mi puszta Téglás nevű faluban lévő részünket szabadossá tévén minden magunk személyére nézendő paraszti szolgálattól és adófizetőtől. Ők minket lovak hátán jó hadi készülettel, fegyverrel, kopjával és puskával készek lennénk szolgálni. És mikor táborba kellene mennünk, két egész hónapig fizetés nélkül tökéletesen és jámborul szolgálnánk. Az el telvén fizetésükért hírünk, s akaratunk ellen más zászló alá nem állanánk, sem mennénk. Békességes időben is egy hétig, s kettőig, amikor szolgálattyuk, vagy magunk mellett, vagy bizonyos emberünk mellett kivántatik készek lennénk szolgálni és parancsolatunknak engedni és engedelmes szófogadók lenni.
Mi ezért e helyütt megírt conditiok szerint kivánságoknak engedünk és azt a puszta Téglás nevű falubeli részünket megengedtük szállani és őket mind addig szabadságban tartani és paraszti szolgálattal nem bántani ígérjük, valamint ők is felül megírt conditionkhoz tartják magukat, hozzá tévén azt is, hogy hadnagyuk vezetése alatt a kérmi csavargó semmire kellő embert bé nem fogadjon, hanem olyat, aki a szükségnek idején is meg is maradjon mellettünk, az helységben, sőt az Hadnagy ugyan azon kötél alatt tartozzék mindet a mi hűségünkre megesküdtetni és az conditióhoz maga-magát tartani és alatta valóknak is tartoznak"
Magánföldesúri kiváltságolással állunk tehát szemben. A hajdúk a település egy részét kapták. Téglást az oklevél pusztának mondta. Rákóczi tiszttartói 1632-ben és 1633-ban 10, illetve 29 személyt írtak össze, de ebből csak négy, illetve tíz fő volt hajdú.
A hajdúközösség mellett tehát jobbágyközösség is létezett. A település hajdúszabadsága a XVII. század második felére elenyészett vagy erősen csonkult. Kiegészítésül a lap aljára eredeti szövegnek megfelelő írással fel van jegyezve még 15 név azzal a megjegyzéssel, hogy "ezek is a felső rendbeliekhez tartoznak". Összesen tehát 43 hajdút telepítettek Téglásra.
Név szerint: 1. Csire András, 2. Katona Mihály, 3. Fülle Péter, 4. Nagy György, 5. Nagy István, 6. Nagy Tamás, 7. Szűcs Péter, 8. Szűcs Mihály, 9. Varjasi Gáspár, 10. Nagy Miklós, 11. Nagh György, 12. Feizer György, 13. Mester János, 14. Fölös András, 15. Hővelij Mihály.
aláírás: Rákóczi György.
Arra utalást, hogy ez a 43 hajdú katona honnan jött, és miért éppen Téglást választotta lakóhelyül, nem találtunk.
1632-33-ban 10 fő, illetve 29 személyt írtak össze Rákóczi tiszttartói Tégláson. Ezek közül 1632-ben 4 fő, 1633-ban 10 fő volt hajdú. Az 1633-ban összeírt hajdúk közül 2 fő Diak István és Löki János neve található meg az 1621-ben letelepedettek közül.
Nem csekély gondot adott az országgyűlésnek a vármegyében tartózkodó hajdúság. Az utolsó három évtized küzdelmei közepette az egyes hajdúcsaládok által lakott helységek számos szökött jobbágy által gyarapodtak; több község igényt tartott a hajdú-szabadalmakra; köztük Nyír-Bátor és Nyíregyháza teljesen függetlenítették magukat a vármegyei, illetve a földesúri hatóság alól. A szökött jobbágyok kiadását, valamint az adófizetést megtagadták. E visszás helyzet tisztázása végett az 1635:68 és 1638:67 törvénycikkek a hajdú-szabadalmakra igényt tartó Nyíregyháza, Téglás, Szent-Mihály, Dob, Bűd, Új-Fehértó, Nyír-Bátor és Nyír-Adony helységeket jobbágyi állapotba helyezték vissza. A falu nem sokáig élvezhette a hajdú szabadságot, Téglást megfosztják a hajdújogoktól és lakói a jobbágysorba süllyednek vissza.
Ez a megfosztás azért történhetett meg, mert – bár Rákóczi György 1630-tól Erdélyi fejedelem lett – 1631-ben visszaadott 7 vármegyét II. Ferdinánd magyar királynak, azonban az 1646-os Linzi béke újra Rákóczi tulajdonává tette ezeket a birtokokat és így került Téglás is vissza a Sárospataki uradalomhoz. Téglás lakói jobbágyok szántással, vetéssel, kaszálással Gávára szolgálnak /60 km/, ahol Rákóczi Györgynek majorsági földjei vannak, néhány nyomásra való, valamint kaszáló rét 2 db, ami 20 embernek megtart egy napig. Az urbárium alapján következtetni lehet arra, hogy az 1621-ben letelepített hajdúk 1646 után részben visszakapták jogaikat és bár hajdú szabadságot a falu nem élvezett úgynevezett taxás (adózó) nemesekké váltak.
A Rákócziak uradalmai a vármegyét körülvevő várak körül csoportosultak, de a vármegye területén is két nagy uradalmuk volt:
1648-ban a szerencsi uradalomhoz tartozott: Új-Fehértó; a sárospatakihoz: Balsa, Berczel, Büd, Gáva, Hort, Szabolcs, Téglás, Thedes, Tiszalök és Timár.
A Sárospataki uradalom urbáriuma 1648-ban Tégláson Oláh Péter kerülőt és Varga Tamást koldust, Toot János marhás jobbágyot, valamint Horváth Miklós pusztáját, Major Mihályné pusztáját jegyezte fel. Ezek cenzust nem fizetnek, búzájukból, zabból, árpából dézsmát nem adnak, korcsmát tartanak, a három sátoros ünnepen (karácsony, húsvét, pünkösd) egy hordó bort árulhatnak ki időközben a haduk maguk számára.
Az 1660-as év újabb pusztulást hozott Téglás lakóira, mert a II. Rákóczi György erdélyi fejedelem ellen vezetett büntető hadjárat közben Szejdi Ahmed cserkesz származású török pasa, török és tatár csapatai sorba felégették a hajdú városokat, s akkor Téglás is felégetésre került. Ekkor pusztult el a középkori templom is aminek helyére egy ideiglenes csak 1690-ben kerülhetett felépítésre.
I. Rákóczi Ferenc idejében az 1660-as évek közepén újra telepedett le Téglásra hajdúság, telepítésük a puszta birtokok benépesítését szolgálta. A földesúr taxás (adózó) alattvalóként fogadta be Őket birtokára. Erre a függőségi viszonyra utal Rákóczi György özvegyének Báthory Zsófiának is a nyugtája, amit 1664. április 29-én írt Sárospatakon, amiben elismerte, hogy átvette a téglási lakosok 45 Ft taxáját (adóját). Ezt bizonyítja I. Rákóczi Ferenc Helmesen 1671. augusztus 19-én írt levele is, amit Téglás község részére írt, a dézsma leengedése tárgyában, amiben megírta, hogy amíg a hajdúk javaikban meg nem erősödtek, évenként 25 tallért kívánt tőlük, de ezt 1671-ben felemelte 65 tallérra, illetve 130 Ft-ra.
1686. január 30. „Inventarium” Hitelesítették: tokaji nemesek és Tokaj város szolgabírája és jegyzője. Téglást taxás (adózó) hajdúk lakják.
Téglás mezővárosi jellegére utalás található Nánási Oláh István 1686. március 25-én kelt záloglevelében, amiben birtokát Téglás városának adja el.
1687. február 17. „Inventarium” Készítette: Schárosi Sámuel Tokaj város jegyzője.
Inventarium universorum bonorum Rakoczianorum ad Fiscum Regium devolutorum. (Provisorcserével a királyi kincstár és Rákóczi Santos kapcsolatos átadási leltár).
Téglás: Taxás (adózó) hajdúk lakják.
1688. április 21.
„Conscriptio” melyet Tolvay Ferenc és Nagy György készítettek Összeírás: subditusok (alárendeltek) neve, állataik, jogállásuk.
Tégláson tartott állatok főleg ökör, tehén, juh – a helység lakosai Rákóczi fejedelemtől szabadságot kaptak, ezért sem censust, sem más szolgáltatást nem adnak, csak kísérő és postaszolgálatra voltak kötelezve, ezt most évi készpénz taxával váltják meg, szabad költözködési joguk van – földjeik és rétjeik nincsenek szétosztva sessiókra, annyit művelnek meg a határból, amennyit tudnak. Birtokos: nincs jelezve. Tokaji uradalom
1692. május 7. Téglás: Tokaji kamarai uradalom falva Tiglás.
1699. június 11. Sárospatak: II. Rákóczi Ferenc levele Téglás község részére az adótól, tizedtől, taxától mentességet adó levele.

### A XVIII. században
1701. szeptember 26. Conscriptio néven urbariális összeírás, amelyet a tokaji uradalomról készített Meskó Jakab causarum regalium vicedirector.
Téglás: 60 taxás (adózó) telekből áll, tizedet sohasem adtak, taxa (adó) összege. Erdejük van, makkoltatásra és tűzifára. Csíkra és kisebb halakra szabad halászat. Szabad kocsma és mészárszék. Szárazmalom.
1701. november 7.
Téglás síkságon fekszik, elég nagy, és termékeny, 60 taxás telekből áll. Szolgálattal, tizeddel nem tartoznak. A telkekhez kihasított szántók és rétek nincsenek, az elöljáró (dux loci plebeius/vezetője a helyi paraszti közösségnek) szokta minden telekhez kiosztani a földet, réteket. Földesúri makkos erdő, hizlalható disznók. Szabad halászat csíkokra és kisebb halakra. Saját kocsma, mészárszék, és szárazmalmuk is van. Tokai kamarai uradalom.
1702-ben Téglás mezővárosi jellegére utal egy feljegyzés mely szerint," Hadházról a hajdú terhek elől nyolcan Téglás mezővárosba költöztek."
1703. A Téglási Rákóczi birtokon élő hajdúk száma a század elején mintegy 30-40 családfő volt, a jelentőségüket bizonyítja II. Rákóczi Ferenc menlevele, amit Bánházáról írt 1703. július 25-én az alábbiak szerint:
"Adgyuk tudtára mindenkinek, akik illik, ez mi levelünk rendibe, hogy mivel Téglásiak megértvén hazánk felszabadítása mellett való indulatunkat, hozzánk való hűségeket, bizonyítván megkerestenek és kívánták processionális levelünket mind magok, mind jobbágyok iránt, kiket is méltónak itélvén ezen pecsétes processionális levelünk által. Mind alattvaló, mind lovas és gyalog tiszteinek hadainknak közönségének parancsoljuk az immár megírt Téglásiakat semmi jószágokban, sem magok személyében, egy szóval semmi névvel nevezendő jószágokban lábos és szarvasmarhájokban, házakban, vagy házon kívül meg ne károsítsák, templomokban bé ne menjenek, más valakit ezen parancsolatunk ellen cselekszenek, megírt jószágokban megháborítják, kemény büntetésüket nem kerülik el, sőt életük is elvész" Tokaji kamarai uradalom.
1704. Téglás: Tokaji uradalom, II. Rákóczi Ferenc birtoka. A Hajdúkerület 1704. június tizenkettedikén tartott közgyűlésében ismertették az akkor már erdélyi fejedelem, II. Rákóczi Ferenc levelét, amelyben elrendelte a személyenkénti felkelést, s a fölkelő seregnek a szatmári ostromzárhoz való küldését. A Hajdúkerület 1704. július negyedikén, Vámospércsen tartott közgyűlésében ugyanis általános böjtöt és gyászt rendeltek el a hajdúvárosok a fegyvereseik megoltalmazásáért esdekelve, s egyben könyörögve a Mindenhatóhoz, hogy a hajdúfegyverek régi fénye és dicsősége szereztessék vissza, akárcsak az ország és a hajdúvárosok vérrel szerzett és törvényekkel biztosított szabadsága. A hét hajdúváros hadkötelezettségének azonban ezután is csak vonakodva tett eleget.
Ezért II. Rákóczi Ferenc 1705-ben már arra kényszerült, hogy a hajdúvárosokban Károlyi Sándornak a toborzás mellett az erőszakos katonaállítást is engedélyezze.
Valamikor I. Rákóczi Ferenc idejében is települtek ide hajdúk, de azok már taksási viszonyban állottak a földesúrral. Ez a jogviszony tulajdonképpen a paraszti fejlődés új lehetőségeit nyitotta meg, bizonyítja ezt például, hogy a téglási hajdúk bökönyi és szegegyházi birtokokat vásároltak. A kiváltságaikat vesztett egykori szabadalmas helységekre jellemzően Téglás is cselekvően vett részt a Rákóczi-szabadságharc -ban. Téglás hajdúkatonaságát 1706-ban Hatházzal együtt mustrálták, s ettől az évtől Kállóval és Újvárossal a Hajdúkerületekhez csatolták. Ebből az időből származik a település legrégebbről ismert címerképe is, mely az 1706-ban készült pecsétnyomón volt használatban. Téglás ezt a címerképet a későbbiekben változatlanul megtartotta.
A következő évtől – tehát 1706-tól – a szabadságharc végéig a szabolcsi hajdúvárosok Rákóczi és a magyar rendek elhatározásának megfelelően egy ezredet lettek volna kötelesek kiállítani. Ennek az utasításnak azonban gyakorlatilag sohasem tettek eleget, s a „mustrákon” egyre kevesebb számban jelentek meg, majd pedig a táborból is gyakran megszöktek, szétszóródtak. A hajdúvárosok azonban ez utóbbit „pínzűl” ezerötszáz rénes forinton (a tallér kétharmad része 60 krajcárral) megváltották. A hajdúvárosok erősítése céljából a fejedelem 1706-ban a Hajdúkerülethez csatolta Kállót, Téglást és Újvárost is. A fenti rendelkezések alapján 1706-ban Hadház és Téglás összesen 96 fő fegyverest állított ki ténylegesen, legalábbis akik a mustrákon megjelentek.
1708-ban azonban Téglás és Újváros elmaradt a hajdúvárosi ezredből. Jellemző, hogy 1708-ban hivatalosan is kérték Károlyi Sándortól, hogy az ezer fős katona állítási kötelezettségüket mérsékelje négy – ötszáz főre. Károlyi Sándor ezt figyelmen kívül hagyta, s csak abba egyezett bele, hogy a hatszáz lovaskatona mellé kétszáz gyalogost állítsanak.
1712. május 3. „Conscriptio”, melyet Oneczky István készített. Összeírás: subditusok (alárendeltek) száma és taxájuk(adójuk), praediumok (birtokuk) bevétele.
Minden helységben: sessiók és taxák. Fiskusi birtok Téglás.
1712. május 4. A mezővárosok földesúrral szembeni kötelezettségeit az időnként kötött szerződések szabályozzák. Téglás vonatkozásában ilyen jellegű megállapodások találhatók, melyek a következők: Oszedik István felhívása Tégláshoz 26 jobbágy utáni adófizetésre, Téglás, 1712. május 4.
1712. Borkai György tokaji udvarbíró igazolja Téglás régi szabadságát, Tokaj, 1712. aug. 17.
1714. szeptember 6. Urbarialis conscriptio. Téglás: Taxás falu, Tokaji fiskális uradalom.
Az 1715. és 1720. összeírás.
Közel kétszáz éves küzdelmek lezajlásával az egész nemzet egyaránt érezte a bel-reformok szükségét. A reformok sikere elsősorban az egész ország ismeretét tette szükségessé. Az e végből elrendelt 1715. és 1720-ki összeírások érdekes képet nyújtanak a vármegye akkori viszonyairól. Az 1715-ben összeírt 2137 háztartásból 30 nemes, 15 mezővárosi polgár, 1719 jobbágy, 46 zsellér és 327 szabados háztartás találtatott. 1720-ban már 2698 háztartás íratott össze és pedig: 58 nemesi, 33 polgári, 1793 jobbágyi, 125 zselléri és 689 szabadosi, a mi összesen 26.324 lelket foglalt magában, ebből: 2250 nemes, 52 pap és tanító, 23.992 jobbágy és 30 zsidó. A vármegye területén összesen 131 község, közte: 5 mezőváros, 3 curialis, 122 úrbéres és egy lakatlan íratott össze.
Szabolcsi járás: Téglás, Vásárhely: Debreczen Sigismundi(Zsigmond) Szunyog szolgabíró.
Téglási adózók neve: Mathias Pap; Georgius Balasy; Joannes Csonka; Gregorius Molnár; Michael Tolvaj; Valentinus Balasy; Stephanus Ferenczy; Stephanus Vajda; Georgius Arvi; Joannes Kovács; Petrus Tóth; Stephanus Szabó; Joannes Tóth; Ladislaus Hordozó; Georgius Sipos; Joannes Vincze; Georgius Sipos id.; Michael Fazekas; Josephus Kolosi; Michael Tódy; Stephanus Nagy
1720. október 11. Egykorú kamarai másolat, latin, 18 pag. Folio formátum. Kelt Nagy Kállóban mint fent + levél a kamarához Répássy Mihály és Zabreczky János aláírásával. Conscriptio, melyet az 1720-as regnicolaris összeírás során Szabolcs megye összeírói készítettek, akik Fejér megyei nemesek, de az országgyűlés ide küldte ki őket. (Kivonat a megyei összeírásból, kamarai használatra.)
Szunyogh Zsigmond szolgabíró
Téglás, Hajdú, Hajdú-Bihar
Vásárhely : Debreczen
Szántóföldek nyomásrendszere : 3
Szántóföldek termékenysége őszi: 5
– Extractus portionum et possessionum, …fiscalium Téglás lakosai létszáma: 21 jobbágy, 3 zsellér. Allódiális (hűbéri kötelékekkel nem terhelt feudális birtoktípus) makkos erdő.
A kamara jobbágyai:
Emericus Totth; Michael Fazekas; Joannes Kovács; Georgius Balasy; Joannes Czegény; Stephanus Vargha; Joannes Csonka; Stephanus Szabo; Stephanus Kalmán; Joannes Vincze; Joannes Totth; Mathias Pap; Ladislaus Hordozó; Stephanus Vajda; Gregorius Molnár; Michael Tolvaj; Stephanus Nagy; Georgius Siposs; Joannes Teglasy; Joannes Kiss; Stephanus Baláss;
A kamara zsellérjei:
Joannes Vaross; Georgius Siposs ifj.; Joannes Totth.
1722. Aestimatio urbariális adatokkal, melyet a Répássy Mihály és Pettkó Mihály által végzett conscriptio nyomán dolgozott ki a szepesi kamarai számvevőség. Téglás 34 taxás (adózó) telek, nagy határú, hospesek(a 11-12. században a társadalom felső, vagyonos rétegéhez tartozó előkelő, aki nagyrészt nyugat Európából – főként túlnépesedés következtében – hazáját elhagyva letelepülő vendégként érkezett Magyarországra, hogy a király udvarában katonai és egyéb szolgálataival szerezzen birtokot) telepítésére is lenne hely. Lakosai dézsma, robot, educillatio (a jobbágyokat megillető kocsmatartási jog) és egyéb földesúri jövedelmek (tized) fejében évi taxát (adót) adnak. 3 földesúri erdő; makkoltatás jogosult. Tilalma makkos erdő három tagban, hizlalható disznók, az egyik oldal most kezd nőni, nem terem még makkot, jövedelmet. Tokaji kamarai uradalom.
1731. Conscriptio, melyet a tokaji fiscusi uradalomról készített Stemper András, kamarai coadjutor és constriptor a Szepesi Kamara meghagyására, és Uhlein Dávid János a kamara tanácsosa 1732-ben revideálta, hozzávéve a magva-szakadt Körösy György vencsellői birtokát.
Téglás: 47 jobbágy névvel, méheik is vannak. A kamara 1724-ben kibocsátott határozata szerint taxát (adót) fizetnek, összege, módosítása az összeírás szerint. A földterület elég nagy, szántók, rétek, erdők bőven vannak, nemcsak a lakosoknak, hanem állataiknak is elegendő. Két szárazmalom, egyik most leromboltan, uradalmi telken épültek, földesúrnak semmit sem szolgáltatnak utána. Földesúri kocsma azelőtt nem volt, az 1689-es urbárium szerint a három nagy ünnepre egy-egy hordó bort tartoznak kimérni, árát, amennyiért iccénként mérhetik, földesurak határozták meg. Mészárszék, allódiális(örökölt) szántók, rétek nincsenek. Három tilalmas makkos erdő névvel, melyek, ahogy a lakosok mondják, a provisor(ellátó) engedélyéből teljesen kivágták és puszták, most kezdenek a csemeték nőni, melyből a jövendőben haszon várható. Dézsmát nem adnak; büntetések földesurat illetik.
1736. Január. „Conscriptio” (urbarialis adatokkal) Szepesi Kamara készítette.
Téglás taxájukat, mint panaszolják, 1722 és 1735 között a szökések miatt csökkentették, majd ismét emelték. Földesúri erdő (őrizet nélkül) tilalmas, az 1724-es urb. óta őrzik. Egy puszta és egy működő szárazmalom. Fuvar-kötelezettségük (anno 1689) feledésbe merült. Tokaji kamarai birtok.
1742. Tervezet a Tokai-i kamarauradalom gazdálkodásának megrendszabályozásáról. Tokaj oppidum (város), Tarczal mezőváros, Szada (Zemplén m.), Tisza Tarján (Borsod m.), Püspök-Ladány (Szabolcs), Possoba, Berczel (Szabolcs), Karad (Zemplén), Wensölő, Balsa, Timár, Lök (Szabolcs), Böd (Abaúj v. Szabolcs), Tisza-Ladany, Szováth (Szabolcs), Udvary (Szatmár) Téglás, Horth (Szabolcs), Tedej (Hajdu ker.), Rakomaz (Szabolcs m.) Statisztikai tabellák. Az első lapon és tokaji, diósgyőri és nagyváradi uradalmak összegezett kiadásai és bevételei 1736–1741. (Tokaj, Nagyvárad csak 1740-ig). Amelyik községben allodium nincs, röviden végez. Részletesen az állatállomány, különféle termények, urasági tisztek és cselédek fizetése, mindenféle jövedelmek és kiadások, robot stb.
Szabolcs megye székvárosa 1747-ben Nagykálló lett. A Kállay család engedte át (évenkénti fizetség fejében) azt a telket a vármegyének, amelyen aztán 1769-re felépült a kállói megyeház. Így Kálló lett Szabolcs vármegye közigazgatási és igazságszolgáltatási ügyeinek döntési hivatala. Szabolcs megye négy főszolgabírói járásra tagolódott: Kisvárdai, Dadai, Nyírbátori és Nádudvari járásokra (TAKÁCS 1993: 246).
A falu terheinek gyors növekedését mutatja ez a folyamodvány, amit Téglás község intézett a Tekintetes Nemes Királyi Szepesi Kamarához 1751. december 5-én az 1752. évi urbáriummal kapcsolatban. A falu lakóinak 1752-ben cenzus, robot és mészárszék használat megváltásáért 600 Rh. Ft-ot kell fizetni. A dézsmát mindenféle életből elnyomtatva Tokajba kell szállítani. A bevett szokás szerint a szüret idejére 3-4 szekeret kellett Tokajba küldeni. Jelentős terhet jelentett számukra ahogy írják, hogy egy hadnagy teljes kompániájával be van szállásolva a faluba a lovasok és gyalogosok úgy elfoglalják a házakat, hogy még a kiszálló szepesi kamara tisztjeinek sem tudott a főbíró szállást keresni a faluban.
Az 1752. évi összeírás szerint Tégláson volt a helységben 97 egész-telek, jelenleg 81 van, valamint 25 zsellértelek akiket feltehetőleg az előbb hivatkozott conscriptio (sorozó-összeíró) a telkek közé számlált. A két mezőre osztott szántóföldek összes kapacitása pozsonyi mérőben megadva, melyből egy-egy egész-telkesnek őszi- és tavaszi vetés alá 10–10 mérős szántóterület jut. E két mezőn kívül találtatik még a téglási határban egy bizonyos „Szállás” nevű harmadik nyomás is, melyet maguk között osztottak szét a helybeliek. Mivel kaszálórétjeik inkább a mocsaras (kiöntések) területeken fekszenek, az itt kaszálható széna közepes minőségű, kapacitása 280 boglya, melyből minden lakosra 5 szekér széna jut. Legeltetésre is elegendő és megfelelő terület áll rendelkezésre. A földesúri erdők részben tölgy-, részben lombos erdők, belőlük a hullott gallyak szedése tűzifának és a keményfák építkezéshez való felhasználása kizárólag előzetes uradalmi engedéllyel lehetséges. Káposztatermesztésre kihasított kertek, melyekből nagy készpénzjövedelemre tesznek szert, melyekből minden lakosra 2 pozsonyi mérős kert-terület jut. A helység további haszonvételei: Szent Mihály naptól Szent Tamás napjáig tartó negyedes-educillumuk van, mely kb. 30 rajnai forintot jövedelmez évente, továbbá egy szárazmalom, a földesúri (rendelkezésre) tetszés szerint, évi jövedelem kb. 60 forint. A helység közössége évi taxa címén sessionalis fundusaikért, robotmegváltásért és dézsmájuk árendájáért (gabona-, méh- és báránydézsma), valamint szárazmalom és földesúri mészárszék árendája fejében összesen 600 rajnai forintot fizet. Tartoznak még fentieken kívül az uradalom tarcali szüretéhez egy heti időtartamra 8, egyenként 4 ökrös szekeret rendelkezésre bocsátani. Fentiekhez hozzáadandó még a dézsmamegváltás is, mely magán-megállapodás révén az uradalom által megszabott ideig a helybelieknek átengedve.
Praestationes: Tekintettel fenti haszonvételekre, valamint a lakosok növekvő számára és javuló állapotukra, az egy egész-telkes lakosra kiszabandó évi censust 5 rajnai forintban, míg robotjukat 12 napos szekérrobotban vagy gyalogrobotban, állapítják meg. Ezeken kívül minden gabonájukból, továbbá bárányaikból, méheikből és kecskéikből (kukoricából is) tartoznak a szokásos kilencedet megadni. Házas- és házatlan zsellérek adózását. Az itteniek is kötelesek közösen a szomszédos Bököny praedium rétjeiről 25 boglya szénát (ugyanennyi szekérnek megfelelő mennyiségű), továbbá ugyanennyit a szüreti munkák megváltása fejében lekaszálni, begyűjteni, boglyákba hordani és a téglási területre behordani; az összeíró megjegyzi, hogy a szüreti munkák alól azért nyernek felmentést, mivel a hegyaljai szőlőktől távol laknak, továbbá káposztáskertjeik után nem kell kilencedet adniuk, mindezen könnyítésekért tehát fenti 50 szekér szénával kell szolgálniuk. Az előzőekben már említett szárazmalom a lakosok jobb fenntartása érdekében kezük között hagyva az uradalom tetszése szerinti ideig évi 4,12 forintos taxa fejében. Ami a további urbariális pontokat illeti, e helység lakosait is pontos megtartásukra kötelezik. Nagy erdő, tilalmas. Tokaj kamarai uradalom.
Deliberatum est: Mivel a helység tartozékainak haszonvétele megközelítően azonos Büd possessioéval, egy egész-telkes évi 4 forintos censust fizessen és 50 napos robotot teljesítsen, míg a többiek a zsellérekkel együtt arányosan kevesebbet. A malom taxája a fentiek szerint Rh. fl. 4,12. az uradalom rendelkezésére. A téglási szántóföldek kisebb részben homokosak, nagyobb részben azonban eléggé termékenyek. A lakosok földjeik trágyázására serényebb munkát fognak fordítani. A lakosok elmondják, hogy június, július és augusztus hónapban szarvasmarháikon „dög grassált” (dögvész sepert végig), továbbá a nagy hőség miatt káposztáskertjeik úgyszólván teljesen kiégtek, annyira, hogy nem lehet tudni, mikor fognak e károktól magukhoz térni. Egyébként is kevés lakosaik közül nem kevés az olyan, akik eddig még a kenyérre valót is csak alig keresték meg. A lakosok megismétlik instantiájukat (panaszaikat) és az úriszék hathatós segítségét kérik, mert egyébként fennmaradásukat nem látják biztosítva. Előzőekhez hozzáteszik még az itt lévő kvártély-ház építése, mely nekik 200 forintba került, s mely összeget a megye 40 forint erejéig térítette meg csak részükre. Az építésért még mai napig is adósok. Mivel a kvártélyház a helybeliek nemtörődömsége miatt került elhanyagolt és romos állapotba, az egész, új ház építésével kapcsolatos költségek kiegyenlítése nem a megye kötelessége, ezért „generalitari eiusdem Commitatus adscribendum est.” általánosan ugyanazon megyének kell le írni.
1752. június 10. Observandum: educillum (kocsmálás, italmérési jog) l. Téglás, a lakosok kötelesek a vendégfogadóhoz nagyobb méretű szálláshelyet tartani. A földesúri educillum (italmérési jog), melyet az egész uradalom területén árendába adtak, egész éven át üzemel. Dézsma: ugyanaz mint korábban.
1752. Téglás község levele a Tekintetes Királyi Szepesi Kamarához az 1752. évi urbáriumba foglalt kötelezettségek csökkentése tárgyában /600 Réhnes forintot kell 1752-ben fizetni/.
1760. Conscriptio Tokaji uradalomhoz tartozik.
Téglás: Tizedet minden terményből, méhből adnak. Kocsmajog, negyedéven át jobbágyoké, jövedelme, értéke, bérbe van adva. Földesúri erdők, őrzés nélkül, az összeíró értékelhetetlennek jelöli. Elhagyott telkek is vannak a településen, a jobbágyok 14 napot kötelesek szüretkor dolgozni, értéke végösszeg: 37570 ft. Állataik: disznók, lovak, ökrök, tehenek, üszők, juhok, méhek. Szeszfőző üstjeik vannak. Telekhez tartozó szántók 3 nyomásra, rétek, szénahozamuk (irtások nincsenek). Jobbágyok 1753 óta csak robot megváltásáért fizetnek és házcensust (ház-füstpénzt), földesúr tetszése szerinti időben, leginkább negyedévenként kötelesek fizetni. Minden terményből, bárányokból, méhekből tizedet adnak, hellyel-közzel megváltják. Kocsmajog, negyedéven át jobbágyoké, zsidó bérli. A község területe elég nagy, homokos, minden fajta növény megterem. Legelő marhára és más nyájakra is elegendő. Lakosoknak kukoricára, kenderre, lenre, káposztára is vannak földjeik, elég kevés hasznuk van belőle. Debrecentől való távolsága 2 mérföld, közel fekszik, vásárokra vihetik a lakosok terményeiket. Királyi fiskális birtok.
1766. Conscriptio (felsorolás)
Téglás: 1752 előtt nem volt az uradalomnak itt igazgatott jövedelme, semmi beneficiuma (egyházi javadalom), sem kocsma, mészárszék, tized, census (földbér, füstpénz. a jobbágyok pénzben fizetett évi adója, mely a → jobbágytelek (ház) használata fejében járt a földesúrnak.) vagy robot a lakosoktól; 1754-ben behozták a robot és házcensus (ház-füstpénz) váltságot földesúr tetszésétől függően. Dézsmajövedelem búzából, rozsból, árpából, zabból, kölesből köblökben; azonkívül bárányokból, tizedet adnak, méhtizedet megváltják ezen kívül fizetnek még pázsittizedet, sarlópénz és kereszténypénz jövedelmet. Kocsma, szárazmalom, mészárszék árendában. A lakosok száma, a bírók értéke megnövekedett, mindezeket felemelték, kocsmaépületet a zsidó bérlő kibővítette, szalma helyett téglatetővel látta el, a felsorolt árendában a sör- és szeszfőzés is benne van, valamint a szárazmalom használata. Erdők mocsaras helyen feküsznek, ritkán teremnek makkot, hizlalható disznók, cédula adása fejzásra megkezdődött. Állataik: lovak, ökrök, tehenek, üszők, disznók, juhok-kecskék, méhek. Censusuk (földbér) egyenként községi juhászok; földesúri erdőkerülő; lányok tanítója, semmit sem szolgáltat; pásztorok; egy 80 éves aggastyán feltüntetve. Prédikátor és kántor háza tartozékaikkal. A telkek nincsenek kihasítva, felsorolja a községet ért viszontagságokat, tatárok elpusztították, Rákóczi alatt ért veszteségek. Szántókat és réteket, mint az egész uradalomban, itt is évente osztják ki a lakosok között. Földesúr szüretjére Tarcalra 8 szekeret adnak. A földeket két nyomásra osztják, hozamuk vetőmagot leszámítva ötszörös. Rétek rendszerint mocsaras helyeken vannak, szénájuk közepes. Legelő jó és elégséges, minden jobbágy használhatja, a községé. Több praediumot (bírtokot) bérelnek a Kálmáncsehy családtól. Közepes műveléssel saját szükségletükön felül fennmaradó kétszeres és tavaszi vetés, káposzta, Debrecenbe szállítják. Szomszédos falvai (Szabolcs m.): Téglás – Bütt – Csonkás – Rácz Fejértó
1767. szeptember 9. és 10-én Rakamaz Szabolcs megyei helységben úriszéket tartottak, – az azon részt vevők név szerint felsorolva – mely alkalommal a már említett sipeki Balázs Mihály, a tokaji fiscalis dominium procuratora az alábbi helységek számára legális urbárium bevezetését javasolta: Rakamaz, Timár, Balsa, Tisza-Ladány, Büd, Téglás, mint egész possessiók, továbbá Lök, mint portio possessionaria. Indokolás: a helységek eddig általában „sub arenda fuerunt constitutae” (árendában hozták létre), azért mind a nagyobb részben földesúri, mind a paraszti haszonvételek (beneficium) a helység határain belüliek és az azon kívüliek egyaránt minden helyes megosztás és szabályozás nélkül maradtak és így azokkal a földesúri jog kárával és számos jobbágy elnyomásával a „primores loci” szoktak élni. Hogy tehát ezután a haszonvételeket az egyenlő teherviseléshez arányosíthassák, továbbá, hogy a földesúri jog a jobbágyok nyugodt megmaradásával összeegyeztethető legyen, végül, hogy a könnyen adódó túlkapásokat az 1608. évi 13. tc., valamint az 1723. évi 18. tc. értelmében korlátozhassák, a procurator a szokásokat szentesítő, a gyakorlathoz alkalmazkodó, törvényes és állandó jellegű urbárium kiadását sürgette a fenti helységek számára. Ennek kapcsán előterjesztette az említett helységekről készített conscriptiot.
1767. szeptember 15. (Urbariális parancsok összeírása) Aggravia incolarum…
Szabolcs vármegye nemesinek közössége ítélőszéket ülve, sipeki Balás Mihály, a tokaji fiskális dominium procurátorának kérésére megvizsgálja az alábbiakban felsorolt és a megye határain belül fekvő helységekre, mely helységek valamennyien a fiskális dominium tartozékai, vonatkozó és az uradalmi úriszék által készített, „via apellatae” a megyei ítélőszék elé terjesztett urbáriumot. A felülvizsgálatról az alábbi hiteles megyei igazolás állítják ki. Fassiones et conscriptio Téglás(Teghlás): Bevezetésl. előzőek. Aggravia Incolarum: „Terhes causainkra nézve” folyamodnak az úriszék elébe, éspedig: 1. A contributio mennyisége a mostani bővítéssel, a megyei adó, valamint a házadó, összesen Rh. fl. 1 541,12. Felelet ad 1. Az adózás mindenkor közös és elháríthatatlan teher. 2. A megye által rájuk kényszerített forspontot (fronspont!) igen terhesnek tartják „praecise erga dominos officiales.” (pontosan a hivatalos) feleletet ad 2. Az ingyen fuvarra az itteni lakosok semmiképpen sem kötelesek, s ezért a kihágásokat a megyének vagy az uradalomnak fel kell fedni. 3. Taxabeli censusuk egy évre Bökönyi praedium (bírtok) taxájával (adójával) együtt Rh. fl. 660. Felelet ad 3. A censuális árenda a panaszosoknak felettébb terhes, ezért az újabb úriszék előtt kerül majd szabályozásra. 4. Az említett Bököny (Bökön) praedium (bírtok) földjeinek terméketlensége miatt a helybeliek kénytelenek voltak a Karaszban lakó Kalmanszhelyi István úrtól árendába venni bizonyos kihasított földjeit, s ezt az árendát már kb. 12 év óta fizetik. Bővítéssel együtt eddig összesen Rh. fl. 2 345,42. Felelet ad 4. Ismeretes, hogy a téglási szántóföldek kisebb részben homokosak, nagyobb részben azonban eléggé termékenyek, s így a panaszok erre vonatkozóan maguktól elesnek, különösen, ha a lakosok földjeik trágyázására serényebb munkát fognak fordítani. 5. A lakosok elmondják, hogy június, július és augusztus hónapban szarvasmarháikon „dög grassált” (dögvész, pusztított), továbbá a nagy hőség miatt káposztáskertjeik úgyszólván teljesen kiégtek, annyira, hogy nem lehet tudni, mikor fognak e károktól magukhoz térni. Felelet ad 5. Állatbetegség és az időjárás rendkívülisége közös sors. 6. Egyébként is kevés lakosaik közül nem kevés az olyan, akik eddig még a kenyérre valót is csak alig keresték meg. Felelet ad 6. A gazdaságuk fejlesztésével nem törődők panaszai és a nyomorultak szegénységben tartása helyett nagyobb serénység szükséges. A lakosok megismétlik instantiájukat (panaszaikat) és az úriszék hathatós segítségét kérik, mert egyébként fennmaradásukat nem látják biztosítva. Előzőekhez hozzáteszik még az itt lévő kvártély-ház építése, mely nekik 200 forintba került, s mely összeget a megye 40 forint erejéig térítette meg csak részükre. Az építésért még mai napig is adósok. Mivel a kvártélyház a helybeliek nemtörődömsége miatt került elhanyagolt és romos állapotba, az egész, új ház építésével kapcsolatos költségek kiegyenlítése nem a megye kötelessége, ezért „generalitari eiusdem Commitatus adscribendum est.”(általánosan ugyanaz kíséret tulajdonítható). Ismételten az úriszék közbenjárását kérik. Következik a propria incolarum (azon népességek): Az 1752. évi összeírás szerint volt a helységben 97 egész telek, jelenleg 81, valamint 25 zsellértelek akiket feltehetőleg az előbb hivatkozott conscriptio a telkek közé számlált. A két mezőre osztott szántóföldek összes kapacitása pozsonyi mérőben megadva, melyből egy-egy egész-telkesnek őszi- és tavaszi vetés alá 10–10 mérős szántóterület jut. E két mezőn kívül találtatik még a téglási határban egy bizonyos „Szállás” nevű harmadik nyomás is, melyet maguk között osztottak szét a helybeliek. Ennek kapacitása összesen, valamint az itt kaszálható széna mennyisége boglyákban megadva. Mivel kaszálórétjeik inkább a mocsaras (kiöntések) területeken fekszenek, az itt kaszálható széna közepes minőségű, kapacitása 280 boglya, melyből minden lakosra 5 szekér széna jut. Legeltetésre is elegendő és megfelelő terület áll rendelkezésre. A földesúri erdők (zárójelben: ezen kívül más erdei nincsenek a helységnek?) részben tölgy-, részben lombos erdők, belőlük a hullott gallyak szedése tűzifának és a keményfák építkezéshez való felhasználása kizárólag előzetes uradalmi engedéllyel lehetséges. Káposztatermesztésre kihasított kertek, melyekből nagy készpénz-jövedelemre tesznek szert, melyekből minden lakosra 2 pozsonyi mérős kertterület jut. A helység további haszonvételei: Szent Mihály naptól Szent Tamás napjáig tartó negyedes-educillumuk (haszonvételi joga) van, mely kb. 30 rajnai forintot jövedelmez évente, továbbá egy szárazmalom, a földesúri (rendelkezésre) tetszés szerint, évi jövedelem kb. 60 forint. A helység közössége évi taxa címén sessionalis fundusaikért, robotmegváltásért és dézsmájuk árendájáért (gabona-, méh- és báránydézsma), valamint szárazmalom és földesúri mészárszék árendája fejében összesen 600 rajnai forintot fizet. Tartoznak még fentieken kívül az uradalom tarcali szüretéhez egy heti időtartamra 8, egyenként 4 ökrös szekeret rendelkezésre bocsátani. Fentiekhez hozzáadandó még a dézsmamegváltás is, mely magánmegállapodás révén az uradalom által megszabott ideig a helybelieknek átengedve.
Praestationes: Tekintettel fenti haszonvételekre, valamint a lakosok növekvő számára és javuló állapotukra, az egy egésztelkes lakosra kiszabandó évi censust 5 rajnai forintban, míg robotjukat 12 napos szekérrobotban (vagy gyalogrobotban, l. Rakamaz) állapítják meg. Ezeken kívül minden gabonájukból, továbbá bárányaikból, méheikből és kecskéikből (kukoricából is) tartoznak a szokásos kilencedet megadni. Házas- és házatlan zsellérek adózását l. Rakamaznál. Az előzőekben felsorolt helységek terveinek megfelelően, az itteniek is kötelesek közösen a szomszédos Bököny praedium rétjeiről 25 boglya szénát (ugyanennyi szekérnek megfelelő mennyiségű), továbbá ugyanennyit a szüreti munkák megváltása fejében lekaszálni, begyűjteni, boglyákba hordani és a téglási területre behordani; az összeíró megjegyzi, hogy a szüreti munkák alól azért nyernek felmentést, mivel a hegyaljai sző-lőktől távol laknak, továbbá káposztáskertjeik után nem kell kilencedet adniuk, mindezen könnyítésekért tehát fenti 50 szekér szénával kell szolgálniuk. Az előzőekben már említett szárazmalom a lakosok jobb fenntartása érdekében kezük között hagyva az uradalom tetszése szerinti ideig évi 4,12 forintos taxa fejében. Ami a további (5–32-ig) urbariális pontokat illeti, l. részletesen Rakamaznál, e helység lakosait is pontos megtartásukra kötelezik. Deliberatum est: Mivel a helység tartozékainak haszonvétele megközelítően azonos Büd possessioéval, egy egésztelkes évi 4 forintos censust fizessen és 50 napos robotot teljesítsen, míg a többiek a zsellérekkel együtt arányosan kevesebbet. A malom taxája a fentiek szerint Rh. fl. 4,12. az uradalom rendelkezésére. Az uradalom köszönetnyilvánítása az irat felterjesztése l. Tímár. A helység lakosai magasabb revízióra tisztelettel fellebbeznek.
1768. január 4. Conscriptio. A fiscus tokaji uradalmának elhagyott helyei és telkei.
Tokaj: Nincs elhagyott telek. Lakosok görög keletiek, katolikusok és evangélikusok. Királyi fiscus (kincstár) javai.
Zemplén m.): Tokaj – Tarczall – Szada – Tisza Tarján – Rakamasz – Balsa – Tisza Ladány – Lök – Büd – Téglás – Vid – Bötös
1771-ben Fazekas János református lelkész kezdte meg a téglási Matricula (egyházi könyv) vezetését és abban az évben 16 házasságkötést, 38 születést és 9 halálesetet jegyzett be.
Részletes felsorolást kapunk Téglás földesúri terheiről abból az eredeti kézzel írt urbáriumból, amiben a Kamerális Profoktus Péchy Imre Büdön 1772. január 1-jétől haszonbérbe adja Téglás communitásának a robot, dézsma, kocsma, malom és mészárszék használatára 800 Rhenus Forintokért.
Az 1772-re vonatkozó urbárium, ami a Tokaji Dominiumhoz tartozó községekre vonatkozik még kézzel írt lapon kötik meg, de ezt már a Téglási főbíró mellett nótáriusa is aláírja a községnek.
1773. A tokaji uradalomhoz tartozó falvak urbarialis calssificatioja (városi besorolása). Balás Mihálynak, az uradalom praefectusának levele a kamarához, a classificatio megtör-téntéről. Tokaji kincstári uradalom.
1773. április 15. Conscriptio
A tokaji fiskusi uradalom vezetői készítették a helyszínen.
Bököny: a társbirtokosok között Hajdú-Hatház város és Téglás possessio (birtoklása) – a fiskus részén új telepesek „hospesek” számára kialakított 36 egész sessió – a sessiókat sorsolással osztották ki a név szerint felsorolt hospesek között – 35 név, jelezve előző lakóhelyüket, amelyek mind Szabolcs megyében fekszenek – fiúgyermekek száma 51 – állatállomány: 84 ökör, 42 ló, 63 tehén, 48 borjú, 65 juh, 92 sertés – a többségnél ökör az igásállat (2–6), ötnél csak 16 (2–4), kilencnél ökör és ló (2–6) – a határ leírásában szerepel egy „ruinata antiqua ecclesia” – a telepesek előző lakhelyei: Napkor, Petri, Gyulaj, Kállósemjén, Nyíradony, Újfehértó mind Szabolcs megyei helységek Fiskusi részbirtok. (Szabolcs m.): Büköny praedium
1773. október 30. Kiadatta Mária Terézia Magyar királynő 1717–1780, 1740–1780 Possessic Téglás pro Archivo Homitatus (Téglás Helységnek URBARIOMA)
" 1. PUNCTOM Jobbágy Ház-Helynek Mivoltáról. 2. PUNCTOM A Jobbágyoknak Haszon-Vételeiről. 3. PUNCTOM A Jobbágyoknak Szolgálatairól, vagy is Robotyukról. 4. PUCTOM Az Jobbágynak Adózásairól. 5. PUNCTOM Az Kilencedről, és Hegy-Vámról. 6. PUNCTOM Az földes Urnak Jussairól, és tulajdon Jövedelméről. 7. PUNCTOM Minden eltiltatott, 's-ennek utána el-távolítandó Rendkívül való Tselekedetekről, és Szokásokról. 8. PUNCTOM Az Jobbágyoknak el-tiltatott állapotokról, és azokéránt rendelt Büntetésekről. 9. PUNCTUM Azokról, melyek az belső Rendtartást illetik. aláírta: Kállay Stephany."
A postavonal Tokajról Nyíregyházára, onnan egyfelől Nagy-Károly, másfelől Debreczen felé Tégláson át húzódott.
A megye székhelyét 1876-ban áthelyezték Nyíregyházára (BÁRSONY 1986: 169). Bach 1850-es rendelete nyomán Szabolcs vármegye a nagyváradi kormánykerület (melyeket közvetlenül a helytartóság irányított) része lett, s járási képe is átrendeződött. A járások a következők voltak: Kisvárdai, Nyíregyházi, Bogdányi, Nyírbátori, Nagykállói, Hajdúnánási, Hajdúböszörményi, Hajdúszoboszlói, Püspökladányi és Debreceni járások (CZÖVEK 1993: 299). Az 1876. évi XXXIII. tc. az egyes közigazgatási egységek megváltozását rendelte el. Ennek során a középkori Szabolcs megye területéből elvett hajdúvárosokból (Nánás, Dorog, Böszörmény, Hadház, Szoboszló), néhány Szabolcs megyei községből (Csege, Balmazújváros, Téglás, Egyek, Nádudvar, Püspökladány, Szovát, Tetétlen, Földes) létrejött Hajdú megye Debrecen székhellyel. Az 1950-ben elrendelt új államigazgatási beosztás újabb területcsökkenéssel járt. A megye területéből ekkor az újonnan létrejött Hajdú-Bihar megye újabb öt, Borsod-Abaúj-Zemplén megye kilenc településsel gyarapodott. Tehát a középkori területének mindössze kétharmada maradt a megye közigazgatási beosztása alatt. Területe csak a trianoni békekötéskor gyarapodott két községgel (Györöcske, Záhony).
Mária Terézia 1767-es úrbérrendelete 1772-re érett be, ekkor kezdődtek el a telekrendezések. Ennél nagyobb társadalmi feszültségeket keltett, hogy Mária Terézia az erdők haszonélvezeti és felügyeleti jogát a nemesek kezébe adta. Az igazi robbanás azonban csak 1836-ban következett be, amikor a falvak határainak rendezése indult meg. Több községben csak a katonaság tudta lecsendesíteni a kedélyeket. Mária Terézia ingadozó trónjának megmentésében a vármegye is kivette részét. Az 1742. év végén felkészült nemesi fölkelés Ibrányi István 469 alezredes, Jósa Antal kapitány, Bann Péter és Szunyogh Miklós hadnagyok, Jékey Péter és Erőss Gábor zászlótartók alatt, a többi tiszántúli vármegyékkel együtt indult a hadba. A megyei felkelő sereghez tartozott: 2 őrmester, 2 tábori futár, 1 orvos, 1 dobos, 2 trombitás, 2 kovács, 8 káplár és 164 lovas felkelő nemes. Összesen 182 ember. Ezen felül a vármegye 313 gyalogost állított ki; a 76 portális katona kiállításával azonban hátralékban maradt. Az 1744. évi felkelés alkalmával, mint általában a tiszai vármegyék, Szabolcs sem készült el idejében, de csakhamar útnak indította a sereget. A bajor örökösödési háború. Mária Terézia uralkodásának végszakában, a bajor örökösödési háború ismét hadba szólította a vármegyét. Az 1778. évi országgyűlés által megszavazott újoncz jutalékból 200 gyalogos esett a vármegyére, azonban az 1779. május 13-án kötött tescheni béke az ellenségeskedésnek véget vetett. Egyelőre nem tudjuk, hogy téglási lakosok voltak e tagjai a verbuvált seregnek.
1797. május 16. ”Conscriptio”, amelyet a tokaji kamarai uradalom helységéről írt össze Scheidt András kamarai számvevő, mint kiküldött összeíró.
Téglás:
A helység fekvése, határai, szomszédos falvak, azok birtokosai. – Földből hányt határjelei mindenhol jól láthatók, ezért nincsenek határvillongások. Az 1775-ben felvett térképet területéről az uradalmi levéltárban őrzik. – Jövedelmet hajtó uradalmi épületek: szilárd anyagból épített, zsindelytetős földesúri kocsma, négy szobája van, kamrája, konyhája. Pincéjének kapacitása, de mivel ez nem elég mély, nyári időben nem alkalmas bortárolásra. – A házhoz hozzáépített kocsiszín, szintén szilárd anyagból épített, zsindellyel fedett, 12 szekérre való férőhellyel. Mindkét épület – kivéve a kocsma tetejét, mely már elég rozoga, renoválásra szorul – jó állapotban van. A Tokajból kijött mesteremberek, akiket a hatósági küldött előzetesen megesketett, becslése, kőműves, ács, asztalos, lakatos, üveges, tetőfedő munka szerint. – Egy köves száraz malom, náddal fedett, értéke a jelenlévő jegyző és két esküdt szerint, figyelembe véve, hogy nemrég bevégzett paraszti munka van benne. A kocsma melletti istállót nem vették fel, mert teljesen romos már. – Van még a helységben református imaház, paplak, rektorház, mészárszék, de mivel mindezek a lakosok költségén és munkájával épültek, itt nem vehető értékük számba. Van továbbá szeszfőzde, amelyet a zsidó bérlő építtetett, nem tartozik az uradalmi épületek közé. – Allodiális gazdálkodást, állattartást, disznó hizlalást, méhészkedést, soha nem folytatott az uradalom a helységben. – A földterület elég bőséges, síkságon terül el, az említett 1775. évi felmérés szerint 59 telekből áll, 107 jobbágy lakja, megoszlási arány fél- és negyed telkekben. Ehhez hozzájárul még a lelkész, rektor, jegyző, a helység és az ispán telke, melyet sallárium fejében kap, ezek mentesek a szolgáltatások alól. – A lakosok valamennyien reformátusvallású magyarok, az úrbéri összeírás szerint kezelik őket. – A földek soványsága miatt nem igen termékenyek, gyakran csalatkoznak a lakosok reményeikben, a vármegye mégis első osztályba sorolta a helységet. Egy egész telekhez 28 holdnyi szántó, 12 kaszányi rét tartozik. – Kellően trágyázva a földeket, búzát, rozsot, árpát, zabot és kukoricát elég bőven teremnek. – Közepes évben búza 4, rozs 4 és fél, árpa ugyanannyit, zab 5 mérőt ad. – A lakosok iparkodásukat főleg abban mutatják meg, hogy saját földjeiken kívül a szomszédos helységekben is bérelnek káposztaföldeket, a termelt káposztát a három órányira fekvő Debrecenbe szállítják és ott nagy haszonnal értékesítik. – Saját erdeje nincsen a községnek, az uradalmi erdőben van fajzásuk. Legelő a szőlők szomszédságában, az uradalmi erdő mellett, mocsaras terület is legeltethető szárazabb évben. Nagysága holdakban, állattartásra mégsem elegendő. – Engedéllyel a lakosok a hatházi dombot, mely másra úgysem alkalmas, szőlőt telepítettek, háromévi mentesség után kilencedet adnak, szabad bormérésük van. – Irtásföldek nincsenek, a remanentiális (kitartásos) földeket árendálják az uradalomtól, mivel a telki állományú földek alig tudnak több lakost eltartani. – A fenti körülményeket látva ki-tűnik, hogy a lakosok figyelembe véve iparkodásukat, olyan körülmények között élhetnek, hogy mind az uradalom felé teljesíteni tudják kötelezettségeiket, a közterhek viselésében sem maradnak el. – Szerződés alapján teljesítendő kötelezettségeik a következők: a 107 jobbágy mellett 36 házas zsellér is lakik a helységben, házcensusuk együttes összege. A kulináriák, robot és kilenced szolgáltatások jövedelme többet tenne ki, de mivel a kamarai jobbágyokat más helységbelieknél enyhébben kezelik, kevesebbet fizetnek együttesen a fenti három tételért, ennek részletezése. – A tizedet Szabolcs vármegye bérli. – Az uradalom földművelést nem folytat, mert földjeit árendába adta ki a lakosoknak. – Uradalmi erdők névvel, főleg tölgyfákból állnak, jövedelmük. Makkoltatás jövedelme átlagot véve alapul. – Uradalmi kert, káposztás vagy szilvás nincsenek. – Az uradalmi kocsma és a száraz malom bérbe vannak adva, az egész tokaji uradalom regáliával együtt Frid Izsák nevű zsidónak, 22.000 Ft összegért, nem tudhatni pontosan, mennyi esik belőle Téglásra, ennek kiszámítása, átlagot véve alapul. – Serfőző, vám, halászat, vagy másféle jövedelmek nincsenek. – Egy kerülő 8 Ft-nyi fizetésén, a felsorolt telkek mentességén kívül más teher nem esik a lakosokra, úriszékeket nem tartanak a helységben. – Jövedelmek nettó végösszege: 3591 Ft 12 Xr. – Mellékletekben a hivatkozott becslések, jobbágyok szerződése 1781-ből, a Frid Izsák által árendált tokaji uradalmi regálék részletezése, az összeírást végzett Scheidt András jelentése.
Kamarai birtok.
(Szabolcs m.): Téglás
1777. április 5. Készítette: Tolcsvai Bónai László szolgabíró, Marosi Miklós számadó és Dery Mihály esküdt.
Conscriptio, amelyet „ad requisitionem … Cam. Adm. Cassoviensis” egy vármegyei bizottság a helyszínen készített.
Téglási sessiók (bejelentett), szántók, kaszálók lovak, ökrök, tehenek sertések, juhok, méhkasok nemes jobbágytelkek, szabados földesúri ispánként jobbágytelkeken ülő hajdúk, (vármegyei alkalmazásban), erdőkerülők zsellérek. A robotokat, konyhaszolgáltatásokat és tizedeket szerződés szerint készpénzzel váltják meg. Urbarialis szerződés alá nem tartozó földesúri földeket is használnak, ezekért a földekért „…competentiam 29 integrarum sessionum urbarialem adaquantibus pendunt annuatim Rh. fl. 104.” Szüretkor az uradalomnak 200 szedőt kell adniok. Az urbarialis szerződésen felüli igás robotok készpénz megváltása. A tokaji hidak és töltések karbantartása vámmentesség fejében, kb. 30 igás robotot adnak erre az uradalom haszna a kocsmák, a serfőző és a száraz malom után „actu per sub-arendatorem Judaeum Jacobum Janosovics tenetur in Rh. fl. 700.” Saját használatra kihasított földek. Az alattvalók kukorica, kender, len és káposzta vetései számára a terményeket jól tudják értékesíteni a közeli Debrecenben. A község közös költségeinek fedezésére „terras arabiles plus-minus 48 Metr. Pos. et falcastra circ.40 et unam molam siccam habet (termőföld, több mint 48-méter. és rendelkezik egy szárazmalom és kasza circ.40.)”
Tölgy és cserfák, továbbá egyéb erdei gyümölcsöket termő fák. 15 erdőrész helynév szerinti felsorolása, leírása és haszna… pl. a Bába-Harasztya nevű erdőrészt a debreceni tímárok (cserző vargák) használták „sollicitarunt”. A „sollicitarunt” szóval az összeírók kifejezni akarták ennek a fakéreg felhasítással járó használatnak az erdő fáira gyakorolt romboló hatását is, bár a használat anyagi értéke elég nagy, évi 900 Rh. ft. Ennek a haszonnak megtartása, de az erdő fejlődésének biztosítása érdekében a Conscriptio érdekes javaslatot ad: 30 részre lehetne felosztani az itteni uradalmi erdőséget, minden évben egy-egy részt kiadni a fenti használatra a debreceni tímároknak, s mivel ezen a vidéken a fák gyorsan nőnek. Így évente kb. 2200 Ft jövedelmet hozna az uradalmi erdő további javaslat újabb erdők felnövesztésére az eddigi legelőnek használt cserjésekben. A legeltetést egy ideig szüneteltetnék, míg a fák felerősödnek, utána újra lehetne ráengedni az állatokat. Az egyes erdőrészek értéke a fák minősége és mennyisége szerint igen eltérő: pl. Víz-Harasztya nevű erdőrészt 1500 Rh. Ft.-ra értékelték, de Nagy András ad Rh..fl. 8000. A két erdőkerülő fejenként 8–8 Rh. Ft. évi fizetést kap. Tokaji kamarai uradalom birtoka.(Szabolcs, később Hajdú megyéhez tartozó település.
A salétrom mint ipari alapanyag, sőt mint kereskedelmi cikk több korabeli magyar munkában előkerült. Egy, a 18. század végén megjelent latin nyelvű füzetben például a magyar ipar egyik nyersanyagaként kapott helyet.11 Az 1790/1791. évi országgyűlés után összeülő kereskedelmi bizottság munkálataiban pedig a salétrom a Magyarország és Ausztria közötti kereskedelmi mérlegben a magyar kiviteli cikkek között bukkan fel.12
Mivel a salétrom termelését a mindenkori katonai hatóságok felügyelték, dokumentumai is a bécsi Hadilevéltárban találhatók, talán ez okból maradt ki bővebb tárgyalásuk a korszak összefoglaló gazdaságtörténetéből.13 Az egyes salétromtelepek működéséről inkább helytörténeti feldolgozások tudósítanak.
1782-ben a szabolcsi Apagy, Demecser, Nyírbéltek, Nyírbogát, Nyíregyháza, Nyírgelse, Nyíribrony, Nyírmihálydi, Nyírtass, Oros, Pátroha, Téglás, a bihari Bagamér, Monostorpályi, Nyíracsád és Vértes, végül a szatmári Fábiánháza, Nagyecsed és Mérk salétromosai álltak szerződésben az "adminisztrátorral" Leopold de Paully őrnaggyal.
A fent említett északkelet-magyarországi lelőhelyek a Habsburg-birodalom egyik legfontosabb salétrom-kerületéhez, a kallóihoz tartoztak. A kerületet északon és nyugaton a Tisza, délen a Maros és keleten Erdély határolta. A térség termelését 1777-től a katonai vállalkozói kategóriába tartozó Leopold de Paully őrnagy, a mosonmagyaróvári főhercegi uradalom „adminisztrátora", majd halála (1785) után a nekik kizárólagos jogokat biztosító kincstári szerződés értelmében két örököse, fiai, Franz és Anton igazgatták. A testvérek közül főleg Franz de Paully foglalkozott a salétromügyekkel.15
A de Paullyak felügyelősége idején a földesurak szabotálása ellenére is a száz évvel korábbinál jóval több salétromtermelő községet találunk. Az eredeti salétromos falvak azonban továbbra is kulcsszerepet játszottak.
1783-ik esztendőben Nagy János lelkipásztor jegyezte fel, hogy "Szent Mihály havának 22. napján tetettem le a Téglási Református Szent Eklésiában a Szent Háromság Egy Istennek tiszteletére épült templom fundamentum kövét.... ami elkészült pedig a Felséges Istennek az 1786-ik esztendőben."
1787-ben halt meg az eddigi 200 év alatt egyetlen 100 éves kort megélt ember Téglás községben.
1790. december 27. Beschreibung úrbéres adatokkal, készítette Jacob Maresia
Téglás kamarai vendégfogadó: 4 szoba, 1 kamra, 1 konyha, pince, – istálló, becsértéke mesterségenként, – szárazmalom fából, – jobbágyság: 1/4 telkes jobbágy: 36, 1/2 telkes jobbágy: 41, 3/8 telkes jobbágy: 2, 1/4 telkes jobbágy: 33, – 57 zsellér, 16 subinquilinus, – egész telek: 28 hold szántó, 12 kaszálónyi rét, – 1 mérő utáni terméseredmény mérőben: rozs, ápra, zab – Hatház felé eső rész szántói olyan gyengék, hogy csak 10 évenként vethetik be, – az uradalmi erdőben faizhatnak, – a jobbágyok jó körülmények között élnek, – szolgáltatásaik: a contractus alapján tized, census, robot és kulinaria váltsága, – a hosszú fuvar természetben, – 170 szüretelő és 30 puttonyos az uradalomnak szüretre, – holdnyi remanentialis szántó 3 nyomásban, – árendája, – holdnyi uradalmi erdő fiatal tölgy, – az erdő 50 vágásra osztva – malom és vendégfogadó árendája, – az 1776. október 12-én kelt contractus: a szolgáltatások váltsága 856 fl. – robot: 200 szedő szüretre, telkes jobbágy 3 napot, féltelkes 2, negyedtelkes 1 napot szolgál az uradalmi tisztviselők rendelkezése szerint, – a tokaji híd javításához concurálni tartoznak. Tokaji kamarai uradalom falva.
1791. június 1. Téglás: Ld. N° 9 adatai és ezek becslését, a nettó bevételek 5% alapon tőkésítve, 3 db. jelentés a kamarához, 1778–1787 évek adataiból számolt átlag. Tokaji uradalom falva. (Szabolcs m.).
1793. A városok működését, életét különböző protocollumok, jegyzőkönyvek örökítették meg. Ilyen protocolluma Téglásnak is van, melybe az első bejegyzés 1793. márc. 22-én íródott, „Hevesi Andrásné, Szabó S. Andrásné, ifj. Varga Istvánné apjuknál maradt javukon összevesztek, amennyiben valamelyik személy alkalmatlankodik, kemény büntetés fogja venni.” Aláírás: Főbíró D. Szabó János több eskütt társaival.
Téglás gazdasági és társadalmi életében sorsdöntő változást jelentett, hogy mint egy 500 éven át viszonylagos függetlenséget élvező szabad paraszti közösség földesurat kapott. A földesúr Bekk Pál magyar nemesi család fiaként mint földmérő mérnök, II. József kancelláristája volt. I. Ferenc király megbízásából visszajött Magyarországra, mint a katonai térképészet irányítója az Alföld felmérésére. I. Ferenc király köszönetként 1796-ban a téglási korona erdőt a hozzá tartozó gazdasági uradalmakkal együtt Bekk Pál udvari földmérő nevére íratta, és futárral küldte meg az aranypecsétes királyi adománylevelet.
Az adományozott bírtok a falutól nyugatra terült el mintegy 4.000 holdon, amiből 400 hold terület ősi mocsári terület volt.
Ennek a területnek a közepén kezdték meg 1800 -ban a vár formájú kastély építését.
1797. május 16. „Conscriptio”, amelyet a tokaji kamarai uradalom helységéről írt össze Scheidt András kamarai számvevő, mint kiküldött összeíró. Téglás: Szabolcs megye)
Téglás földből hányt határjelei mindenhol jól láthatók, ezért nincsenek határvillongások. Az 1775-ben felvett térképet területéről az uradalmi levéltárban őrzik. Jövedelmet hajtó uradalmi épületek: szilárd anyagból épített, zsindelytetős földesúri kocsma, négy szobája van, kamrája, konyhája. Pincéjének kapacitása, de mivel ez nem elég mély, nyári időben nem alkalmas bortárolásra. A házhoz hozzáépített kocsiszín, szintén szilárd anyagból épített, zsindellyel fedett, 12 szekérre való férőhellyel. Mindkét épület – kivéve a kocsma tetejét, mely már elég rozoga, renoválásra szorul – jó állapotban van. A Tokajból kijött mesteremberek, akiket a hatósági küldött előzetesen megesketett, becslése, kőműves, ács, asztalos, lakatos, üveges, tetőfedő munka szerint. Egy köves száraz malom, náddal fedett, értéke a jelenlévő jegyző és két esküdt szerint, figyelembe véve, hogy nemrég bevégzett paraszti munka van benne. A kocsma melletti istállót nem vették fel, mert teljesen romos már. Van még a helységben református imaház, paplak, rektorház, mészárszék, de mivel mindezek a lakosok költségén és munkájával épültek, itt nem vehető értékük számba. Van továbbá pálinkafőző, amelyet a zsidó bérlő építtetett, nem tartozik az uradalmi épületek közé. Allódiális gazdálkodást, állattartást, disznó hízlalást, méhészkedést, soha nem folytatott az uradalom a helységben. A földterület elég bőséges, síkságon terül el, az említett 1775. évi felmérés szerint 59 telekből áll, 107 jobbágy lakja, megoszlási arány fél- és negyed telkekben. Ehhez hozzájárul még a lelkész, rektor, jegyző, a helység és az ispán telke, melyet sallárium fejében kap, ezek mentesek a szolgáltatások alól. A lakosok valamennyien református-vallású magyarok, az úrbéri összeírás szerint kezelik őket. A földek soványsága miatt nem igen termékenyek, gyakran csalatkoznak a lakosok reményeikben, a vármegye mégis első osztályba sorolta a helységet. Egy egész telekhez 28 holdnyi szántó, 12 kaszányi rét tartozik. Kellően trágyázva a földeket, búzát, rozsot, árpát, zabot és kukoricát elég bőven teremnek. Közepes évben búza 4, rozs 4 és fél, árpa ugyanannyit, zab 5 mérőt ad. A lakosok iparkodásukat főleg abban mutatják meg, hogy saját földjeiken kívül a szomszédos helységekben is bérelnek káposztaföldeket, a termelt káposztát a három órányira fekvő Debrecenbe szállítják és ott nagy haszonnal értékesítik. Saját erdeje nincsen a községnek, az uradalmi erdőben van fajzásuk. Legelő a szőlők szomszédságában, az uradalmi erdő mellett, mocsaras terület is legeltethető szárazabb évben. Nagysága holdakban, állattartásra mégsem elegendő. Engedéllyel a lakosok a hatházi dombot, mely másra úgysem alkalmas, szőlőt telepítettek, három évi mentesség után kilencedet adnak, szabad bormérésük van. Irtásföldek nincsenek, a remanentiális földeket árendálják az uradalomtól, mivel a telki állományú földek alig tudnak több lakost eltartani. A fenti körülményeket látva kitűnik, hogy a lakosok figyelembe véve iparkodásukat, olyan körülmények között élhetnek, hogy mind az uradalom felé teljesíteni tudják kötelezettségeiket, a közterhek viselésében sem maradnak el. Szerződés alapján teljesítendő kötelezettségeik a következők: a 107 jobbágy mellett 36 házas zsellér is lakik a helységben, házcensusuk együttes összege. A kulináriák, robot és kilenced szolgáltatások jövedelme többet tenne ki, de mivel a kamarai jobbágyokat más helységbelieknél enyhébben kezelik, kevesebbet fizetnek együttesen a fenti három tételért, ennek részletezése. A tizedet Szabolcs vármegye bérli. Az uradalom földművelést nem folytat, mert földjeit árendába adta ki a lakosoknak. Uradalmi erdők névvel, főleg tölgyfákból állnak. Makkoltatás jövedelme. Uradalmi kert, káposztás vagy szilvás nincsenek. Az uradalmi kocsma és a száraz malom bérbe vannak adva, az egész tokaji uradalom regáliával együtt Frid Izsák nevű zsidónak, 22.000 Ft összegért, nem tudhatni pontosan, mennyi esik belőle Téglásra. Serfőző, vám, halászat, vagy másféle jövedelmek nincsenek. Egy kerülő 8 Ft-nyi fizetésén, a felsorolt telkek mentességén kívül más teher nem esik a lakosokra, úriszékeket nem tartanak a helységben. Jövedelmek nettó végösszege: 3591 Ft 12 Xr. Kamarai birtok.
1798. január 22. Schätzung”, amelyet a tokaji kamarai uradalom helységéről dolgoztak ki a Scheidt András által előző évben végzett conscriptio nyomán.
Téglás a felmérés szerint a lakosok jelenlegi száma 108 jobbágy és 44 házas zsellér. Előbbiek 56 és fél telket bírnak, a református prédikátor, iskolamestere, jegyző és a helység telke mentesek mindenféle úrbéri szolgáltatás alól, ezek nincsenek bent a fenti számban. A lakosok 1776-ban szerződést kötöttek az uradalommal a szolgáltatásokra, mely ugyan 1782-ben lejárt, de azóta is annak hatálya szerint teljesítik és veszik kötelezettségeiket, melyek a következők: census, melyet a jobbágyok és a házas zsellérek fizetnek, együttes összege. A kulináriák, robot és földesúri kilenced helyett egy összegben fizetnek. Legelő nem elegendő a lakosok állatai számára. Erdő jövedelme az összeíró szerint, ennek rectificálása. Erdők makkoltatásra. Királyi beneficiumok az egész tokaji uradalom területén bérbe vannak adva, az itteni kocsma és a szárazmalom is bele esnek. Jövedelmek végösszege: 2334 Ft 34 Xr. A lakosok egy része épületfát kapott az uradalmi erdőből épületre. Kamarai birtok.
1798. február 18-án a halotti matricula bejegyzése szerint "néhai Nagy Pál Ferenc 31 éves korában halt meg száraz betegségben. Maradt négy árva utána. Vagyoni helyzetét tekintve egy fél, vagy negyed telkes kevés igaerővel gazdálkodó átlagos téglási jobbágy lehetett. Háza, ami egy ökör árát érte, még félig földbe süllyesztett vert falu, nádtetős két helységből álló mintegy 20-25 m2 alapterületű lehetett."
A települést többször eltiltották a hajdú jogok gyakorlásától, de mezővárosi rangját sokáig megőrizte. 1711 után mint egykori Rákóczi-birtok a kamara tulajdonába került, I. József, és III. Károly magyar királyok idejében. Téglást 1799-ben Bökönyi Beck Pál (aki minden volt, csak gróf nem!!!)- Debrecen királyi biztosa, – királyi adományként kapta I. Ferenctől, a katonai-földmérő mérnöki tudásának köszönhetően. Nevéhez fűződik Debrecen, Hajdúböszörmény és Téglás község rendezése, utcáinak szabályozása, sakktáblaszerű kialakítása és a téglási kastély építése. Gróf Bekk Pál halála után, Téglás házasság révén a Degenfeld-Schonburg grófok tulajdonába került.
Egy 1799-ben készült leírás szerint "Téglás magyar falu Szabolcs megyében, földesura Bekk Pál uraság, lakosai reformátusok és katolikusok, határja középszerű, legelője elég, fája tűzre van, káposzta, dinnye elég terem, piatza Debrecenben két mérföldre. Háza 200, lakóinak száma 1.200 lélek.

### A XIX. században
I. Ferenc király 1800. március 28.-án Bécsben kiadott oklevelében mezővárosi rangot adományozott Téglás községnek, amelyben rögzítette a mezőváros kiváltságait, valamint a településen vásártartás engedélyezését rendelte el.
A történelmi egyházak közül manapság nem mindnyájan tartoznak a felső-szabolcsi evangélikus és református egyházmegyéhez, az 1821. évi konventi rendezés folytán a debreceni egyházmegyétől, a megmaradt s felső-szabolcsi egyházmegyének nevezett református egyházakhoz csatoltattak: Balkány, Szakoly, Aba, Gelse, Mihálydi, Téglás, Újfehértó, Szabolcs, Balsa mint anya-, Timár, Adony, Kis-Guth, Nagy-Guth leányegyházak.
1813. december 5-én Beck Pál Téglás falu területét 6 tizedre osztotta, minden tized élére 2fő esküdtet választatott a rend fenntartására. A mai Vén-kert területét is ő parcellázta fel, szőlő telepítés számára. Kijelölte és szabályozta a falu tovább fejlesztésének irányvonalát és ezzel Téglást az Alföld egyik, mérnökileg szabályozott településévé tette. Ennek hatását még ma is hasznosító közösségé alapozta meg.
A debreceni Kollégium diákjai 1823–1834-ig Kerekes Ferenc professzor vezetésével Téglásra jártak ki, hogy Beck Pál gazdagon berendezett országos hírű üvegházába szemléltesse a külföldről behozott és termesztett 3.000 fajta különböző éghajlatú növényeket.
Beck Pál hosszú élet után a mi alatt 11.000 hold földet szerzett, és mint Bökönyi Téglási Beck Pál 66 éves korában 1827. március végén meghalt. Temetése 1827. április 2-án az új temetőben történt.
Beck Pál halálát követően a mezőváros és a földesúri család közötti viszony, kölcsönös gyanakvás és bizalmatlanság kiújult és a falu megpróbált lazítani a fennálló jobbágyi kötöttsége.
1828. május 11-én az uradalmi fiskális /ügyvéd/ által hirdetmény az alábbiakról értesít.
"Többrendbeli intések után tapasztaltatván, hogy téglási lakosok nagyobb része a lázadásnak, nyugtalanságnak és felelősségek iránt való függetlenségnek adván magukat, a vétkes függetlenségekért méltán várható és bizonyosan bekövetkező érdemlett megfenyítéseket a Méltóságos Nagyasszonytól megkapnák Kováts Ferenc, Hevesi András, Dobszai Ferenc, Siket János, Deák János, akik eddig bírák között voltak és vétkes vakmerőségek által ugyan azon fenyítésre érdemesekké tették magukat, az esküttek számából ezennel gyalázattal kitöröltetnek és kötelességük tevődik a bíráknak, hogy helyettek más Jámbor és példás életű lakosokat válasszanak." Kiadatott Téglás: Szente Lajos uradalmi fiskális /ügyvéd/ által.
Tégláson már 1828-ban megkezdte működését az óvoda.
Az 1830–as évek környékén, Szabolcs vármegyében a nemesség télen a Kállai bálokon, nyáron a Pócsi búcsún, ősszel a Mádi szüreten és a Debreceni vásáron találkozott. Ezeken az összejöveteleken mutatták be a társaságnak az eladó leányokat.
Beck Pál egyik leányát vette el feleségül 1834-ben egy Hajdúhadházon szolgálatot teljesítő osztrák katonatiszt, gróf Degenfeld-Schonburg Imre (evidens, hogy nemesi származású valaki, ha egyszer gróf).
A Beck majd Degenfeld birtokot az 1835-ben született Gusztáv örökölte, akinek két fia gróf Degenfeld-Schonburg Imre és Pál a 11.000 holdas bírtok tulajdonosai voltak a II. világháború végéig, amiből Tégláson mintegy 3.000 holddal rendelkeztek.
Téglás mezővárosnak két bábája volt 1842-től, azonban a községi szülésznői állását csak 1893-ban hozták létre.
Tégláson 1844-ben rendezik az úrbéri földek kérdését, ami megteremtette a Tégláson is az önálló paraszti gazdálkodás és földtulajdon alapját. A Tégláson élő 146 jobbágy családból átlagosan 17 hold közepes minőségű szántóval és réttel rendelkező önálló paraszt gazdaság lett kialakítva. Ettől eltekintve, még mindég maradt 63 földnélküli zsellér család a faluban.
Ekkorra igen élénk szellemi élet folyt a kastélyban, gyakori vendég volt itt Kölcsey Ferenc, Csokonai Vitéz Mihály, Kazinczy Ferenc, de megfordult a Téglási kastélyban gróf Széchenyi István, Nagy Sándor József az 1848-as szabadságharc tábornoka, Rakovszky Samu ezredes a legendás szabolcsi zászlóalj parancsnoka és Fedák Sári primadonna aki, (Degenfeld Gusztáv fia) Degenfeld Imre gróf szerelme volt.
Téglás első Kisdedóvó Intézete 1845−1848. között működött. A megye harmadik óvodája 1845. október 1-jén Tégláson nyílt meg Beck Pálné Bárczay Anna és testvére Bárczay Zsuzsánna földbirtokosok adományából. Az intézet fenntartásáról is az alapítók gondoskodtak. A gyermekek létszáma 1847-ben 139 fő. A település lélekszáma a XIX. század derekán 1862 fő, ebből 1694 református. Főbb terményei ekkor a rozs, káposzta, dinnye, tengeri. Határai az urbárium szerint első osztályú, 21 6/8 jobbágytelket tartottak nyilván. Téglás ebben az időszakban nem tartozik a Hajdú kerülethez, mégis a történészek idetartozónak számítják.
1848–1849-es szabadságharc nem rendítette meg Téglás társadalmi és gazdasági életét. Téglás, Hajdúhadházzal közösen 18 katonát adott a szabadságharcnak. Katonai cselekmény, esemény csupán annyi történt a településen, hogy 1849. július 28-án Görgey tábornok a csapataival Nyíregyháza irányából átvonult Tégláson.
Tégláson a legnagyobb pusztítást az 1849. évi kolera járvány okozta, ami július 4-étől augusztus 15-ig tartott és 101 halálesetet okozott.
1857-58-ban a település gazdasági életében előrelépést jelentett az elkezdett Debrecen-Nyíregyháza vasútvonal megépítése, ami a város megerősödését eredményezte. Ezt az építkezést a Tiszavidéki Vasúttársaság építtette, s 1 mérföld 400 ezer Ft-ba került.
A vasút megépítése a mezőgazdasági termények értékesítése szempontjából főleg a nagybirtok számára volt előnyös. Azonban a község lakossága is hasznot húzott belőle, főleg a Lengyelországba irányuló borszállításokból és a zöldségfélék Debrecenen túli nagy tömegű szállításából. Ez az időszak Téglás életében a szabad paraszti birtokok megerősödésének, de egyben tönkremenetelének időszaka volt. A paraszti birtokok az "uzsorahitel" áldozataivá váltak.
1862-ben Téglásról a korabeli statisztika a következőket jegyezte fel: "Magyar Mezőváros Szabolcs megyében, Debrecenhez északra két mérföldnyire. Lakóinak száma 1.862 lélek, amiből 1.694 fő református, 72 fő római katolikus, 18 fő görögkatolikus, 36 fő evangélikus, 42 zsidó akik anyatemplommal rendelkeznek. Földesura Bekk Pál királyi tanácsos özvegye. A falut ékesíti az uraság szép kastélya és pompás angol kertje, mely legszebb a megyében. Határa nagy részt homokos, de rozsot, káposztát, dinnyét, tengerit bőven terem."
1876-ban a megye székhelyét áthelyezték Nyíregyházára, Bach 1850-es rendelete nyomán Szabolcs vármegye a nagyváradi kormánykerület (melyeket közvetlenül a helytartóság irányított) része lett, s járási képe is átrendeződött. A járások a következők voltak: Kisvárdai, Nyíregyházi, Bogdányi, Nyírbátori, Nagykállói, Hajdúnánási, Hajdúböszörményi, Hajdúszoboszlói, Püspökladányi és Debreceni járások. Az 1876. évi XXXIII. tc. az egyes közigazgatási egységek megváltozását rendelte el. Ennek során a középkori Szabolcs megye területéből elvett hajdúvárosokból (Nánás, Dorog, Böszörmény, Hadház, Szoboszló), néhány Szabolcs megyei községből (Csege, Balmazújváros, Téglás, Egyek, Nádudvar, Püspökladány, Szovát, Tetétlen, Földes) létrejött Hajdú megye Debrecen székhellyel.
Az 1876:33. tc. Érkenéz és Sáp községeket Bihar vármegyébe, Csege, Balmazújváros, Téglás, Egyek, Nádudvar, Püspökladány, Szovát, Tetétlen és Földes községeket az akkor létesített Hajdú vármegyébe osztotta, mely az 1877:1. tc-kel megkapta Józsaszentgyörgy kertészközséget is.
Téglás 1876-ig Szabolcs vármegyéhez tartozott mint mezőváros, utána Hajdú vármegyéhez csatolták és 1904-ig megtartotta mezővárosi rangját, utána község lett.
1876. dec 10-i képviselő testület jegyzőkönyvéből tudjuk, hogy az "elnöklő főbíró felmutatja a királyi adófelügyelő 1876. nov. 20-án kelt intézvényét, melyben az 1876. XV. to. 38-as paragrafusa szerint a községi jogtestület különböző adótartozásait kölcsön segéllyel törlessze. A gyűlés belátja, hogy hitelt kell felvenni és a Magyar Földhitel Intézettől 1.000 Ft-ot felvesz 34 évi törlesztésre az adótartozás fizetésére."
1877. TÉGLÁS. Hajdú vármegye hajdúböszörményi járás 220105–VIII., 6663 kh, 2433 m. /Téglas; + Cserepes + Cserepeskert + Gyulahalom + Kisannakert + Nyárjas + Szelekföldje + Vénkert./ Pm.Tb.Td.; Vá-Td. 146. */Volt mezőváros. „…A Hajdu-városokhoz igazodva megtagad minden adó és taksa fizetését…” /1635:LXVIII. tc./. Az 1877:I. tc.-kel /2. §. 19. bek. b. pont/ Szabolcs vármegyétől az ei. szervezett Hajdú vármegyéhez átkebelezve.
Az 1880–1890-es években a Téglási kisbirtokosok tartozásai rendszeressé váltak.
Téglás mezővárosi képviselő testületi jegyzőkönyvben 1890. január 5-én található bejegyzés szerint, mivel Dr. Kovács Dániel hadházi körorvos egészségi állapotára való tekintettel továbbra is télen csak egy hónapban egyszer, nyáron hetente kétszer hajlandó átjönni Téglásra betegellátásra, ezért a képviselő testület elhatározta a községi orvosi állomás létesítését.
Téglás számára a XIX. század végére a művelhető földterület már egyre szűkebb lett mivel a szaporodó népességet nem tudta eltartani. 1890. márciusában a földművelésügyi miniszter engedélyével a közbirtokossági tulajdonban lévő volt úrbéres erdőből, ami 64 hold, 34 holdat kivágtak. A levágott 34 hold erdőt szántónak használták fel és ekkor még 546 hold legelő volt a közbirtokosság tulajdonában. A földnélküliség ellenére sem volt magas a Téglásról kivándoroltak száma.
1890. július 20-án Tégláson az elöljáróság indítványt tesz a képviselő testületnek – ami 12 virilis (legtöbb adót fizető) és 12 választott képviselőből állt – telekvásárlás és egy új községháza építése tárgyában.
1893. április 6-án Tégláson nagy tűzvész pusztított. A faluban, 37 ház égett le, 7.507.- Ft értékben, amiből 2.180 Ft értékű biztosítva volt.
Leégett négy 20 holdon felüli birtokos háza, 7 tíz holdon felüli birtokosé, két 10 holdon aluli birtokosé, 3 házas zselléré és 11 lakóé.
A község számára az egész megyében gyűjtöttek adományokat, Hajdúböszörmény 40 kenyeret és 50 kg szalonnát, Gróf Degenfeld Pál 21 kenyeret, 25 kg szalonnát, 100 Ft-ot, Újváros, Csege, Mikepércs, Dorog, Egyek 187 Ft segélyt adtak a károsultaknak.
A 11 lakónak 150 Ft-ot, a 3 házas zsellérnek 180 Ft-ot, a 21 birtokosnak 1050 Ft-ot fizetett ki a község a begyűlt pénzből.
1894 tavaszán a főszolgabíró utasította Téglás mezővárost a vásártér körülkerítésére és egy fúrott kút létesítésére. A képviselő testület válasza a következő: "Miután Téglás mezőváros területét illetően a vásári jog (évi 4 vásár tartásra volt évszázadok óta joga) Méltóságos gróf Degenfeld-Schonberg Gusztáv tulajdona, s annak haszna a tulajdonos által használtatik, a képviselő testület nem hajlandó a jelenlegi vásárteret körülkeríttetni, sem a vásár áthelyezéséhez helyet adni, mert az a hely, ahol a vásár tartható lenne, nem a község, hanem a birtokosság egyszerin osztatlan legelőbirtoka, s így helyadás különben is igen csekély kiterjedésű legelő rovására történnék. A faluban csaknem minden udvar jó ivóvizű kúttal ellátott, a községi közös kút pedig kívántatott vízszükségletét kellően fedezi, s ez időpontig újabb kút készítését a körülmények nem kívánják, részint ezen okok miatt, részint pedig a község ösmert anyagi helyzetére tekintettel a kút létesítésébe nem megy bele."
A földművelési miniszter 1894. évi XII. te. kelt levele Téglás községnek, mely arra kéri a települést, hogy a község határozza meg: a nyomásos földművelést kívánja fenntartani, vagy a szabad gazdálkodásra tér át.
A válasz a következő: "A képviselő testület a lakosság jól felfogott érdekének megfelelően azon óhajának ad kifejezést, hogy a határban a nyomásos gazdálkodást tartja fent."
1894 nyarán Hajdú vármegye törvényhatósági bizottsága 44/11468/1393. KGY. határozata engedélyezte 2.000 Ft-ért megvenni a gróftól a kocsma épületet községháza céljából.
1896-ban Tégláson a naponkénti orvosi ellátást Dr. Mandl Gyula hadházi orvos csak hetente két alkalommal, szerdán és szombaton látta el.
A községben a Polgári Olvasókör 1898-ban, Iparosköre pedig 1926-ban alakult.
Téglás lakossága a századfordulón a népszámlálási adatok alapján a következő volt:
Házak száma 403 db, lélekszáma 2.330 fő. Egy kivételével (egy Tótnak) mind magyarnak vallja magát, még a kastély alkalmazottak közül azok is, akiknek Bekk Pál, majd Degenfeld gróf telepítette be osztrák, cseh és lengyel származású nagyszüleit.

### A XX. században
1900 augusztusában a vármegye alispánja megküldi az elöljáróságnak a Téglás község hivatalos nevének "Vámos" előnévvel történő ellátását célzó és az Országos Levéltár Községi törzskönyvi bizottság véleményén alapuló határozmányt. Ezt azonban a képviselő testület nem fogadta el a következő indokok alapján:"Nem vonja kétségbe a képviselő testület az Országos Levéltár törzskönyv bizottságának azon történelmi adatait, hogy a középkorban a községünk vámszedő hely volt. Az 1635. évi országgyűlés Ferdinánd fejedelemsége alatt községünket Hajdú előnévvel említette, s mivel ilyen előnevű község szüntetett a hajdúk által élvezett jogoktól, a képviselő testület a javaslat elvetése mellett, községünk hivatalos nevét Hajdutéglásban állapítja meg, s kéri helybenhagyni, mely óhajtása annyiban jogosult, mert az Ung megyében lévő Téglásnak "szürke" előneve van."
Ezt a kérést azonban nem hagyták Jóvá és 1901-től szűnik meg a község addig használt "Téglás Mezőváros" feliratú bélyegzője és az új pecsét felirata ettől kezdve "Hajdu Vármegye Téglás község"
1901. dec. 19-én az ei. kettéosztott balmazújvárosi járásból létrehozott hajdúböszörményi járásba átsorolva.
Téglás község saját orvossal még 1908-ban sem rendelkezett.
Az I. világháború következtében Téglás község vesztesége lélekszámban 32 fő volt.
1915 szeptemberében már a templom 1775-ben öntetett két harangja közül a 3 mázsásat, valamint két ón kannát, és két vörösréz kannát át kellett adni hadi célra.
1918/1919-es tanév első félévében az I-IV. osztályba mindössze 63 gyerek járt.
1919. szeptember 5-én írt jelentésből tudjuk, hogy 1919. június 20-án egy megszálló román ezred kórháznak foglalja le a Téglási iskolát.
A közrend fenntartására 1921.III. 111/BM/VII. számú körrendelet értelmében létrehozták a Magyar királyi debreceni Nemzeti Munkavédelmi Hivatal Téglási alkörzetét. A Téglási alkörzetnek 96 fő szervezett tagja volt, a község értelmiségei és közalkalmazottjain kívül a grófi bírtok vezetői, valamint 7 fő iparos és 54 fő földműves.
1928-ban Tégláson Közegészségügyi Bizottság alakult, aminek tagjai: a községi orvos, a gyógyszerész, a lelkész, a jegyző, egy tanító és három községi lakos.
Tégláson az Országos Stefánia Anya és Csecsemővédő hálózat 1931-től működött és azóta a csecsemőhalandóság tetemesen alább hagyott.
1930-ban 2794 fős nagyközség a debreceni járásban. Határrészei: Angolkert, Annakert, Bacsóház, Bodonoskút, Dankhegy, Gyulahalom, Kaszáló, Kisgyulahalom, Ligeterdő, Mátéhegy, Nagycserepeskert, Nyárosalja, Szentlélekföld, Telek.
Téglás, magyar mezőváros, Szabolcs vármegyében, Debrecenhez északra 2 mérföldnyire: 72 római, 18 görögkatolikus, 36 evangélikus, 1694 református, 42 zsidó lakja, református anyatemplommal rendelkezik védőszentje a Boldogságos Szűz. Ékesíti az uraság szép kastélya, és pompás angol kertje, mely legszebb e megyében. Határa nagy részt homokos, de rozsot, káposztát, dinnyét, tengerit bőven terem. Erdeje 21 6/8 első osztálybeli egész telke van. Földes ura Bekk Pál királyi tanácsos özvegye.
Tégláson 1932. október 20-án kelt képviselő testületi jegyzőkönyv kimondja a levente mozgalom, elindítását.
1934-ben a községi legelő nagysága 562 hold volt, amire 375 számos állat lett kihajtva.
1935-ben jelent meg Hajdú vármegye új építési szabályrendelete, ami kimondta, hogy Téglás belterületén nád, szalma, fazsindelytetőt csak főszolgabírói engedéllyel lehet javítani, mert az építkezés zárt sorban van és csak tűzbiztos tetőanyag használható. Ebben az évben a községben 331 ház nád, zsúp és szalmatetős, ami az összes lakóépület 73%-a volt. Minden új építkezéshez engedély volt szükséges és a teleknek legalább 150 négyszögölnek és 16 méter szélesnek kellett lennie.
1936-ban a közrend és nyugalom fenntartása érdekében a Horthy adminisztráció nemcsak az utasításokhoz és a csendőrséghez folyamodott, hanem a község lakosságának különböző szervezetekbe való tömörülésével is igyekezett az elégedetlenkedőket megfékezni. A közrend fenntartására az 1921. III. 111/BM/VII. számú körrendelet értelmében létrehozták a Magyar királyi debreceni Nemzeti Munkavédelmi Hivatal Téglási al-körzetét. Az NMV tagjainak kiválasztása nyílt toborzás és önkéntes vállalkozás alapján egyenként történt. A Téglási körzetnek 96 fő szervezett tagja volt, a község értelmiségi és közalkalmazottjain kívül a grófi birtok vezetői, valamint 7 fő iparos és 54 fő földműves.
1938-ban már erőteljessé vált a háborús készülődés, ami a község életében először a légoltalmi beruházások elrendelésében jelentkezett. Az 1939. évi képviselő testületi határozata erre a célra 1.240 pengőt szavazott meg.
1940-es években Horthy Miklós Magyarország kormányzója – a náci Németország által kikényszerített – zsidóellenes politikájával gróf Degenfeld–Schonburg Pál nem értett egyet (mivel több zsidó bérlője volt a grófi birtokoknak, akikkel elégedett volt) ebből fakadóan személyes ellentétre vezettek a kormányzó úrral.
1941-ben megalakult a Levente Egyesület szakosztálya is 34/14-19 éves/önkéntes jelentkezőből.
Egy 1942. április 20-i testületi jelentés szerint Téglás község mezőgazdasági munkás létszáma 591 fő volt, amiből 417 férfi, 62 nő és 112 gyermekmunkás volt.
Egy 1943. augusztus 30-i testületi jelentés már azt közli az illetékesekkel, hogy a községből 26 fő hadbavonult van a fronton.
A II. világháború harcai 1944. október 22. és 26. között Tégláson is átvonultak. Október 26-án délfelé csendesült el a harci zaj, amikor a németek kivonultak a faluból és a búvóhelyekről előjöttek az emberek. Kétségbeejtő látvány fogadta őket, 44 ház és 27 gazdasági épület pusztult el. Sok német, román, és szovjet katona esett el a harcokban, de a falusi lakosok közül is 26-an estek áldozatul a négynapos harcnak. A faluból bevonultatott honvédekből 114-en estek el a frontokon, a zsidó lakosságot elhurcolták. A két világháború áldozatainak nevei bronz falevélbe öntve találhatók a város főterén 1992-ben felavatott világháborús emlékművön.
A Téglási Református Elemi Népiskola – mely 1945 után Állami Általános iskola néven szerepelt – 1914-ben épült fel a falu központjában. Mivel a Téglási Református presbitérium 1912 -ben írta ki a pályázatát egy négy tantermes iskola, szolgálati lakás és egyéb helységekkel történő megépítésére. A Református Elemi Népiskola ikonikus épülete 100. születésnapján – 2014 -ben – semmisült meg, ugyanis az Önkormányzat határozata értelmében le kellett bontani az épületet.
{Sajnos jellemző a XX. században a helyi Önkormányzat tevékenységére az a felbecsülhetetlen mérvű felelőtlenség, hogy Téglás épített örökségével egyszerűen nem tudnak mit kezdeni a városvezetés, inkább értékesítik a hasznosítható épületeket. Rosszabb esetekben pedig egyszerűen elbontatják a Város történelmi nevezetességgel bíró épületeit. pl. klasszicista grófi kastély és parkja, benne az omladozó barokk istállóépületével, a kapusházat, grófi kripta építményét, a szolgálati lakásokat, az elbontott épületek Szárazmalmok, Kondásház, Bikaház, Csendőr-laktanya, Vadászház, a ref. egyházi leány és fiú iskola épületei, a faluban működött 3 db kortsma épületet, a Vámházat, a Pékséget stb.}
A II. világháború kitörése után egy 1943. augusztus 30-i jelentés azt közli az illetékesekkel, hogy a községből 26 fő hadbavonult van a fronton.
1944-ben Tégláson 130 fő volt a faluba betelepedő zsidók száma, akik a falu bortermelésével kapcsolatban kerültek a faluba, s ezek mint kereskedők telepedtek meg. A zsidókat a deportálások keretében elvitték a községből. 1945-ben csak néhányan tértek vissza közülük, majd az 1956-os forradalmi események zsidóellenes megnyilvánulásai miatt ezek is távoztak a faluból, kivándoroltak az országból, így ma zsidó család nem is él Tégláson.
Téglás község rendjének biztosítására 1945. márciusában 10 főből álló polgári rendőrséget szerveztek. Fegyvert és lőszert a hadházi szovjet katonai parancsnokságtól kaptak.
1945. március 29-én alakult meg a Földbirtok rendező Bizottság, a nagybirtok rendszer megszüntetéséről és a földmíves nép földhöz jutásáról szóló 600/1945. M.E. számú rendelete végrehajtására.
A korabeli jelentések 450 fő földigénylőt vettek jegyzékbe. Kiosztottak 1.988 hold szántót, 8 hold szőlőt és 12 hold gyümölcsöst.
Tégláson szükség is volt a földosztásra ahogyan máshol is, mivel a megyei újság a következőket írta: "Hajdú vármegye egyik legszegényebb községe a 3.000 lakosú Téglás."
A földosztás végrehajtásával a legnagyobb probléma a kapott földek megmunkálása, a szántás, vetés elvégzése volt.
1945. március 6-án jelentette a jegyző, hogy a községben 44 db ló, 2 db bivaly, 80 db igás-tehén, 58 db borjú, 19 db csikó és 22 db ökör van.
1945 nyarán Tégláson négy párt működött: a Magyar Kommunista Párt, a Szociáldemokrata Párt, a Nemzeti Paraszt Párt és a Független Kisgazdapárt.
1949. augusztus 1-jén megalapították Tégláson a Kossuth TSZCS-t (termelő szövetkezeti csoport), 432 hold földterületen. 1950. ben újabb családok csatlakoztak a TSZCS-hez, 14 család, 24 taggal és 32 hold területnagysággal.
1950 májusában alakították meg az Előre TSZCS-t 8 család, 15 taggal és 13 hold földterülettel csatlakozott a szövetkezetbe.
Az 1950-es gazdasági évet mindkét TSZCS mérleghiánnyal zárta, az Előre 157.123 Ft, a Kossuth 82.263 Ft hiánnyal zárt.
Téglás 1950-ben az akkor megszervezett Hajdú-Bihar megye része lett.
Az államosítások és a fordulat éve, valamint az 1949. tavaszán az I. 5 éves terv programjában határozták meg a gazdasági fejlesztés feladatait. Az Országos Tervhivatal által jóváhagyott Tégláson építendő ekkor még 7057 számú vállalat beruházásának engedélyezését.
Ezzel egy időben az üzem telepítésének végrehajtását az MT 264/24. számú kormányhatározata alapján írták elő.
Az ÁGTI (Általános Géptervező Iroda) vállalta, hogy úgy készíti az építészeti dokumentációt, hogy a mélyépítés 1951. július 15-én megkezdődhessen. A tervfeladat szerint a létesítmény befejezési határideje 1952. december 30. napja volt.
1952. augusztus 1-jén vette fel a Hajdúsági Iparművek nevet.
A vállalt létszáma 1953-ban 435 fő és mérlege szerint éves termelési értéke 840.000 Ft volt.
1953-ban a több száz dolgozót foglalkoztató Iparművek a város központjában saját "lakótelepet" épített. A nagyközség központjában három épületből álló lakóegyüttest építettek benne 72 korszerű szolgálati lakással, az újonnan érkező műszaki értelmiség részére. Az ipari nagyüzem vonzásának hatására rohamosan nőtt a település lakóinak száma.
Az 1955-ös esztendő a vállalat életében a vegetálás és a próbálkozás éve volt. A fa gyermekjátékoktól kezdve, a textilnyomóhengerig mindent próbált gyártani a vállalat. Végül mivel jelentős forgácsoló kapacitása volt a vállalatnak, autóalkatrészek gyártását kezdték el, ami folyt 1956-ban is. Ekkor a vállalati létszám már 577 főre emelkedett és termelési értéke 18 millió forintra nőtt.
Az 1956-os forradalmi események a vállalat termelését megzavarták. A község életét ellenben nem.
A vállalat időközben áttért háztartási gépeket gyártani is. A Hajdúsági Iparművek, első ilyen jellegű terméke, a négyszögletes keverőtárcsás mosógép amely a "Himfi" fantázianévre hallgatott.
1961-ben a községben megépítették az új filmszínházat, amely 250 fő befogadására alkalmas.
A Debreceni Déryné Színház vándor társulata több előadással ajándékozta meg a falu polgáriasodó közönségét.
A "lakótelepet" 1962-ben újabb 4 épülettel bővítették összesen 48 szolgálati lakással.
Az 1980-as években a vállalati létszám elérte a 3200 főt.
Téglás falu társadalmára mélyreható változás 1950. és 1960. között ment végbe, és 1970-es évekre alakult ki az a struktúra, ami jellemző a mai Téglásra is.
Tégláson a XX. század közepétől a mezőgazdaság mellett az ipar lett a meghatározó gazdasági tevékenység.
Téglás 1970-ig község, majd nagyközség volt.
1972-ben a nagyközség központjában a Kossuth utcán megépítették az új kétszintes ABC áruházat. A földszinten önkiszolgáló élelmiszer osztály, az emeleten korszerű konfekció osztály szakszerű kiszolgálással várta a vásárolni szándékozó lakosságot.
1980-ban a nagyközségben megépítették a kétszintes egészségügyi központot. Három körzetorvosi és egy gyermekorvosi rendelővel gazdagodott a település. Az emeleti részen két praxis részére fogászati szakrendelést alakítottak ki. Ezenkívül itt működik a városi védőnői szolgálat is.
Téglást 1989. március 1-jén, a szomszéd településsel Hajdúhadházzal egyesítették, Hadháztéglás, majd Hajdúhadháztéglás néven és 1989-ben városi rangot szerzett.
A Magyar Köztársaság elnöke 1991. május 1-től mindkét helységnek városi címet adományozva engedélyezte a településegyesítés megszüntetését.
A rendszerváltást követő időben 1998-tól Téglás rohamos fejlődésnek indult. Kiépültek a közművek: közcsatorna, vezetékes gáz, telefonhálózat, kábel TV, internetszolgáltatás, és a település utcái 95%-ban szilárd útburkolatot kaptak.
Magyarországon az új államforma kialakításával, kiépülésével drasztikusan megváltozott a foglalkoztatás struktúrája. Ez nagymértékben érintette Téglás város lakosságát is. A nagy állami vállalatok (pl. Hajdúsági Iparművek, stb.) magánkézbe kerülése következtében több helyen létszámleépítésekre került sor. Több ezren veszítették el a munkájukat, a biztos megélhetésüket, az egzisztenciájukat. Egyúttal viszont megteremtődött a lehetőség az egyéni és társas vállalkozások kialakítására, így a kellően rátermett, merész és fantáziadús lakosok előtt megnyílt annak esélye, hogy szakmai hozzáértésüknek megfelelően saját céget alapíthassanak. Ettől az időponttól kezdve gombamód nőttek ki a különböző cégek a városban.
1992-ben a téglási vasútállomás mellett álló lepusztult, régi malom épületét egy vállalkozó felújította, új technológiát épített be, két gabonatároló silót építtetett és beindította a malmi tevékenységet, 12 fő helybéli dolgozót foglalkoztatva.
1994-ben a Kossuth utca végén, a szabolcsi megyehatár közvetlen közelében több hektáros területen megnyílt a város új köztemetője kulturált, szép ravatalozóval és lélekharanggal felszerelve. A sírkert területét körbekerítették és nyitvatartást állapítottak meg. A rendet és nyugalmat temetőőri szolgálat biztosítja.
1995-ben egy vállalkozó a téglási piac területén megépítette a sütödét, ezzel friss pékáruval, valamint süteménnyel látja el a város lakosságát, és a környező településeket is kiszolgálja.

## Közélete

### Polgármesterei
| Időszak   | Név           | Jelölő szervezet | Megjegyzés                          |
| --------- | ------------- | ---------------- | ----------------------------------- |
| 1990–1994 | Csobán József | független        |                                     |
| 1994–1998 | Csobán József | független        |                                     |
| 1998–2002 | Csobán József | független        |                                     |
| 2002–2006 | Csobán József | független        |                                     |
| 2006–2008 | Csobán József | független        | hivatalában elhunyt.                |
| 2008–2010 | Czibere Béla  | független        | Időközi választás 2008. december 7. |
| 2010–2014 | Czibere Béla  | független        |                                     |
| 2014–2019 | Czibere Béla  | független        |                                     |
| 2019–2024 | Szabó Csaba   | Fidesz-KDNP      |                                     |
| 2024–     | Szabó Csaba   | Fidesz-KDNP)     |                                     |

## Népesség
Népességének alakulása a honfoglalástól napjainkig
| Időpont     | Fő      |
| ----------- | ------- |
| 898         | 20-30   |
| 1333        | 80-100  |
| 1404        | 90-120  |
| 1556        | 105-150 |
| 1560        | 280-330 |
| XIX. század | 1862    |
| 1930        | 2794    |
| 1950        | 3438    |
| 1960        | 4400    |
| 1991        | 5800    |
| 1998        | 6186    |
| 2009        | 6585    |
| 2011        | 6700    |

A település népességének változása:
| Lakosok száma | 6485 | 6417 | 6406 | 6265 | 6163 | 6229 | 6276 |
|               | 2013 | 2014 | 2015 | 2021 | 2022 | 2023 | 2024 |

2001-ben a város lakosságának közel 100%-a magyar nemzetiségűnek vallotta magát.
A 2011-es népszámlálás során a lakosok 88,2%-a magyarnak, 0,2% cigánynak, 0,3% németnek mondta magát (11,7% nem nyilatkozott; a kettős identitások miatt a végösszeg nagyobb lehet 100%-nál). A vallási megoszlás a következő volt: római katolikus 12%, református 29,1%, görögkatolikus 10,3%, felekezeten kívüli 20,9% (26,1% nem válaszolt).
2022-ben a lakosság 91,9%-a vallotta magát magyarnak, 0,6% cigánynak, 0,3% németnek, 0,1-0,1% bolgárnak, ruszinnak, románnak, ukránnak és horvátnak, 3% egyéb, nem hazai nemzetiségűnek (8% nem nyilatkozott; a kettős identitások miatt a végösszeg nagyobb lehet 100%-nál). Vallásuk szerint 22,7% volt református, 6,1% római katolikus, 9,9% görög katolikus, 1,5% egyéb keresztény, 0,3% egyéb katolikus, 0,1% evangélikus, 20,2% felekezeten kívüli (39,1% nem válaszolt).

## Nevezetességei
1. Református templom
- Kossuth utca 42.
Helyrajzi szám: 907
Tulajdonos: Téglási Református Egyházközösség
OMVH-törzsszám: 1866
Védettséget kimondó határozat száma és éve: 50041/1958

A mai, késő barokk templomot, a korábbi négy elődje lebontása után 1783-86 között építette Rachbauer József debreceni kőművesmester. Tornya 1792-ben készült el. Magassága kb. 30m. A déli előteret 1863-ban kapta. Orgonáját 1866-ban Textoris Mátyás építtette. A templomot 1977-re teljesen felújították. Berendezése XIX. századi iparművészeti remek. 2010. június 14-i tornádó erejű szélvihar az épület tetejének bádog héjazatát lesodorta, melyet azóta helyre állítottak, az épület nagyon szép cserépfedést kapott. A templom belső felújítást 2012-ben végzik el.
2. Degenfeld-kastély
- Úttörő utca 15.
Helyrajzi szám: 826/2
Tulajdonos: KEVIÉP Kft. Debrecen
OMVH-törzsszám: 1867
Védettséget kimondó határozat száma és éve: 50041/1958

Téglást 1799-ben gróf Bek Pál arisztokrata szolgálati jutalmául királyi adományként kapta I. Ferenc magyar királytól.
Ő épített egy kastélyt (udvarházat), a lakott terület határán 1800–1803 között. A kastélyudvar négyszöget képez és annak kiszolgáló épületeivel, baloldalon gazdasági épületek – gőzmalom, szeszgyár, magtárak, csűrök stb. – a harmadik kapunál a számtartói lakást, jobb oldalon nagyszerű angolkert különféle fákkal gazdagon ellátva. Az udvarral szemben nyugatra tiszttartói lakás. Az udvar közepén a várkastély előtt álló facsoportozat rendellát képez. Innen látta el 1817 után Debrecen királyi biztosának tisztét, s földmérő-mérnöki képzettsége révén részt vett Téglás község rendezésében, utcái szabályozásában, sakktáblaszerű kialakításába. A kastély jelentős könyvtárral rendelkezett, s Kazinczy is nagyra becsülte. Az értékes angol park kialakítását is Ő kezdte el, a debreceni Füvészkert létrehozásában is közreműködött. Később, házasság révén a bírtok gróf Degenfeld-Schomburg Imre tulajdonává lett, aki ugyan nem lakott itt, de kedvelt nyaralóhelye lett. Kovácsoltvas díszítményei, kovácsoltvas oszlopai még ma is eszünkbe juttatják Kazinczy Ferenc lelkesen dicsérő mondatait, aki gyakori vendége volt a kastélynak: "olyan királyi épület kicsinyített mása, hogy a szemlélőt frappírozza". A XVIII. és a XIX. században igen élénk szellemi élet folyt a kastélyban. Gyakori vendég volt itt Kazinczy Ferenc, Kölcsey Ferenc, Csokonai Vitéz Mihály, a reformkor nagy egyénisége gróf Széchenyi István a "legnagyobb magyar", az 1848-as szabadságharc jeles tábornoka Nagy Sándor József és Fedák Sári primadonna is. A gróf fia Gusztáv azonban itt született, képviselői évei után ide is költözött, s híres lótenyésztő lett. A hagyományos barokk cour d' honneur vagyis U alakú alaprajzi elrendezésű emeletes kastélyt valószínűleg gróf Bek Pál építette, hiszen ez a stílus már nem volt használatos. Az épület homlokzatait gróf Degenfeld Gusztáv alakíttatta át klasszicista stílusban az 1860-as, 70-es években. Ekkor építtette, a nyugati kapualáhajtó fölötti emeleti szobát, a déli erkélyt az új bejárattal, és a romantikus stílusú U alakú istállót, melyet valószínűleg Vecsey Imre debreceni kőműves mester készített. A romantikus elemekkel gazdagított klasszicista kastély hazánk jelentős építészeti és kultúrtörténeti emléke. Régi szekrényei a faszobrászat remekei. A II. világháború után az arisztokrácia megszűnt létezni Magyarországon a kastélyt is államosították és 1950-es évektől nevelőotthon (gyermekotthon) és általános iskola működött falai között 2002-ig. A kastélyt jelentős területű angolpark vette körül, mely II. József (1741–1790) 1780–1790 magyar király a "kalapos király" uralkodása idejében jött létre. A mai parkot lényegében gróf Degenfeld Gusztáv alkotta 1890 körül, de már gróf Bek Pál idejében is főiskolai bemutatók színhelye. A megye rangos kertje volt, máig számos értékes növény otthona. Bár a XX. század során sokat vesztett jellegéből, de látványa ma is lenyűgöző. A rendszerváltást követően a kastély az Önkormányzat tulajdonába került, melytől 2002-ben magánbefektető vásárolta meg. A jövőben a befektető felújítja az épületet és gyógyszállót szándékozik kialakítani benne a helyi termálvízre alapozva, visszaadva ezzel az épület régi fényét, amely azonban meglehetősen leromlott állapotban van, és nem is látogatható.

## Egyházak és felekezetek

### Református egyház
Téglás az Árpád kortól kezdve "egyházas" hely volt, ami azt jelentette, hogy önálló templommal és pappal rendelkezett. Az I. István által alapított 10 egyházmegye közül Téglás az egrihez tartozott és a környékén Zán és Vid falu apátsággal is rendelkezett. Az 1090-es és 1332-es évekről található írott egyházi emlék, ami Téglás (Techlás, Tilglás, Teglás) papi tizedfizetéséről tesz említést és az egyházi iratokban továbbra is mint templomos hely szerepelt.
Az 1500-as évek elején a Németországból kiinduló reformáció csirái már jelentkeztek az országban. A Tiszántúli Református Egyházkerület 1551-ben alakult meg Debrecenben és hatásköre kiterjedt Szabolcs vármegyére is. Az 1560. évi zsinat az egyházközségeket tanítók alkalmazására is kötelezte. A reformáció következtében a XVII. században új terheket kapott a falu közössége, a református pap, tanító, iskola, templom fenntartása, a falu feladata lett. A református vallás hirdetői magyarul prédikáltak a jobbágy tömegeknek, ami jelentősen elősegíti az alapvető művelődési lehetőségek megteremtését.
A téglási egyházközösség az 1600-as évek elején keletkezett és állandó református papja volt a falunak, a traktus /kerület/ egyházai között 1621-ben említik először. 1629. június 17-én szentelték fel téglási lelkipásztorrá Debreceni Andrást. A debreceni Református Kollégium partikulája volt Téglás, ahol már az 1680-as évektől volt iskola.
A XVII-XVIII. században a falu társadalmának alakításában a bíró és az esküdtek mellett jelentős tényező volt a református egyház.
A korábban még a katolikusok használatában állt, középkori templom eredetileg (legalábbis egy 1669-es adat szerint) körül volt kerítve. Az egyházkerületnek panaszolta egy téglási lakos, hogy bizonyos Hadházi István nevű hadnagy a templom kerítését megrontotta és jószágait elprédálta.
1733-ban a Tiszántúli Egyházkerületben 14 egyházmegye volt, melyeken belül Téglás a Szabolcsi egyházmegyéhez tartozott.
A szertartásokat az 1768-ban felszentelt templomban és parókiában tartják, mely a város egyik fő látványossága, és amelyet 1973-ban műemlékké nyilvánítottak. E templomban szolgált korábban Dr. Bölcskei Gusztáv püspök, aki jelenleg a Magyarországi Református Egyház Zsinatának lelkészi elnöke, református teológus. A hívek száma szerint a legnagyobb felekezet, a lakosság fele református vallású. Az egyház kezelésében van a régi temető. Az általános iskolában rendszeres hitoktatás folyik. Affalterbach, Téglás testvérvárosa toronyórát adományozott a templomnak.
A templom előtt a Magyar Demokrata Fórum helyi szervezete 1993 őszén emlékkopjafát állíttatott 1848. március 15. és 1956. október 23. fiatal hősei tiszteletére. A kopjafát Jakab Zsigmond erdélyi fafaragó készítette.
2002-ben az egyház rendbe hozatta a templomkertet és felújíttatta a parókiát is. Jelenleg a Téglási Református Egyházközség lelkésze Molnár Csilla.

### Római katolikus egyház
A Téglási Római Katolikus Közösség híveinek száma kb. 2000 fő. A hívek ellátását az Újfehértói Plébániáról oldják meg. Évtizedekig egy iskolakápolnában voltak a szentmisék, melynek helyén épült fel az új templom a Kossuth utcán.
A templomot Bosák Nándor megyés püspök szentelte fel 2001. október 21-én.
Hitoktatásban kb. 60 gyermek részesül.
A Téglási Római Katolikus Közösség plébánosa 2008. augusztus 1-je óta Juhász Imre.

### Görögkatolikus egyház
A görögkatolikus egyházközség 1956-ban alakult meg a településen. Az egyházközség szervező lelkésze, dr. Hollós János apostoli protonotárius lakóingatlant vásárolt az egyház számára. Itt alakították ki a kápolnát és a lelkészi lakást.
A hívek száma kb. 1000 fő.
A kápolna szűkössé vált, ezért a város által adományozott területen 1995-ben letették egy új templom alapkövét.
A görögkatolikus egyházközösség újonnan épült templomát 1997. július 27-én dr. Keresztes Szilárd görögkatolikus megyés püspök szentelte fel. A templomot a külföldi katolikus segélyszervek, a város, a püspökség támogatásával, a hívek és a testvéregyházak adományaiból építették.
Affalterbach harangot adományozott a templomnak.
A Téglási Görögkatolikus Egyházközség Parochusa: Urgyán Antal.

### Egyéb felekezetek
Tégláson jelen vannak és működnek a kisegyházak közül az alábbiak:
- Magyarországi Baptista Egyház,
- Magyar Pünkösdi Egyház,
- Jehova Tanúi resztoránus vallási felekezet,
- Hit Gyülekezete magyarországi alapítású és központú keresztény felekezet.

## Sport
A város hivatalos sportegyesülete a Téglás VSE. Az egyesületet 1953-ban alapították Hajdúsági Iparművek Sportegyesület néven, és HIM Vasasként szerepelt a különböző szintű nemzeti bajnokságokban. Megalakulásakor két szakosztály működött, a labdarúgó és a női röplabda szakosztály. A sporttelepet az Úttörő utcán alakították ki, a Dégenfeld kastély parkjából leválasztva. Itt épült meg a labdarúgó pálya, a röplabdapálya, valamint a kézilabdapálya. Az első időkben az öltöző a lakótelep egyik pincehelyiségében került kialakításra, innen futottak a csapatok a mérkőzés helyszínére. Később megépült az első öltöző labdarúgók és kézilabdázók részére. Az épületet átépítették és súlyemelő termet alakítottak ki, az új, korszerű és nagyobb méretű öltöző és klubhelyiség megépítése után. Később alakultak még újabb szakosztályok mint pl.: lövész-, természetjáró-, sakk-, súlyemelő-, ökölvívó, férfi-női tollaslabda-, férfi-női kézilabda-, kispályás labdarúgó-, atlétikai szakosztályok. A sportszakosztályokban igen eredményes munka folyt, hiszen több sportágban országos bajnokokat jegyezhettek a szakosztályok. Országos bajnoki címek többek között lövészetben, atlétikában, súlyemelésben születtek. Az egyesületben ezenkívül megyei, valamint nemzeti válogatott sportolókat neveltek ki. Atlétikában ifjúsági és utánpótlás válogatottak, tollaslabdában női és férfi utánpótlás válogatottak, labdarúgásban megyei ifjúsági válogatottak kerültek ki, valamint NB I-es labdarúgók, és egy játékos a Magyar Labdarúgó Ligaválogatottságig vitte. A Liga-válogatott 2003-as dél-amerikai túráján is részt vett. Téglásnak van egy polgára, aki bár nem téglási színekben, de olimpiai résztvevő volt cselgáncsban, egy fővárosi egyesület tagjaként. A sportegyesület jelenleg három szakosztállyal (labdarúgás, súlyemelés, női kézilabda) működik. A felnőtt labdarúgócsapat a 2009–2010-es szezonban a tabella hetedik helyén végzett, míg az U16-os csapat megnyerte a bajnokságot.

## Kultúra
Téglás község újkori történelmében igen jelentős kulturális élet folyt a Hajdúsági Iparművekkel karöltve. 1962-ben megalakult az amatőr színjátszó kör, számos sikeres darabot tolmácsolva a közönségnek. 2009-ben újraéledt Csipkerózsika álmából az amatőr színjátszókör a Városi Könyvtár Felnőtt Színtársulata néven és nagy sikerű darabot mutattak be a Városi Mozi színpadán 2010-ben. 1967-ben helyi fiatalok megalakították a "Red Flovers" beat zenekart, és a bálokon, táncmulatságokon fellépéseikkel nagy sikereket arattak. A településen számtalan képzőművészeti szakkör működött pl. a képzőművészeti-,(1968), a fotó-, (1963), a tűzzománc-szakkörök (1970) és a magnós klub (1982). A képzőművész szakkörök neves debreceni művésztanárok irányítása alatt működtek. Számos helyi, területi és országos kiállításnak juttatva kiállítási anyagot. A fotó szakkör egy tagja 1982-ben a VI. Országos Természetbarát és Turista fotópályázaton Színes dia kategóriában I. helyezést ért el, és a Magyar Természetbarát Szövetség különdíját is kollekciója kapta.
A falunak az 1960–1970-es években volt Önkéntes Tűzoltó egyesülete és néptánccsoportja is.
1970-es évek elején lelkes mezőgazdák megalakították a kertbarátkört, melyen egymással és társ települések mezőgazdáival versengve egyre szebb és jobb minőségű zöldséget, gyümölcsöt és nem utolsósorban díjnyertes borokat állítanak elő.
Helytörténeti kiállítás a Pozsár Gyula utcai kiállítóteremben naponta látogatható.
2004-től helyi rádióadó kezdte meg sugárzását 4-SSSS Rádió néven. A lelkes és odaadó szerkesztőség a helyi fiatalok közül verbuválódott. Színvonalas és színes műsoraiban főleg helyi híreket, ismeretterjesztő anyagot, zenét és reklámot sugároz a nap 24 órájában. Profi szintre emelte a helyi érdekű sugárzott tájékoztatást. A 4-SSSS Rádió 2012-ben anyagi forrásainak megszűnése miatt végleg elhallgatott. A szép korúak népdalköre a helyi nyugdíjas korosztályból tevődik össze, szép és kellemes műsorokat állítottak össze, melyet a helyi rendezvényeken mutatnak meg a nagyközönségnek, rendre sikerrel. A Téglási Krónika az írott sajtót képviseli, mely szintén a helyi hírekről, eseményekről tudósít, és a közeljövő programajánlatával ismerteti meg a lakosságot. A lap hasábjai az utóbbi időben egyházi hírekről, információkról is tudósítanak.

## Ismert emberek
- Itt született 1874. október 15-én Sáfrány Lajos református tanító, nőképzőintézeti igazgató.
- Itt nőtt fel Sigér Dávid a Ferencvárosi TC játékosa aki 2019-ben Magyar Bajnok lett a Ferencvárosal és eddig 2-szer hívták meg a Magyar labdarugó-válogatottba.
- Itt él és alkot G. Orosz Piroska költő Archiválva 2021. szeptember 2-i dátummal a Wayback Machine-ben aki 2021-ben a Romai Sas Rend lovagja[16] lett Quaestor besorolással valamint aranytoll nagydíjas, Ihász-Kovács Éva emlékdíjas, Cserhát nívódíj ezüst fokozatának tulajdonosa.

## Testvérvárosai

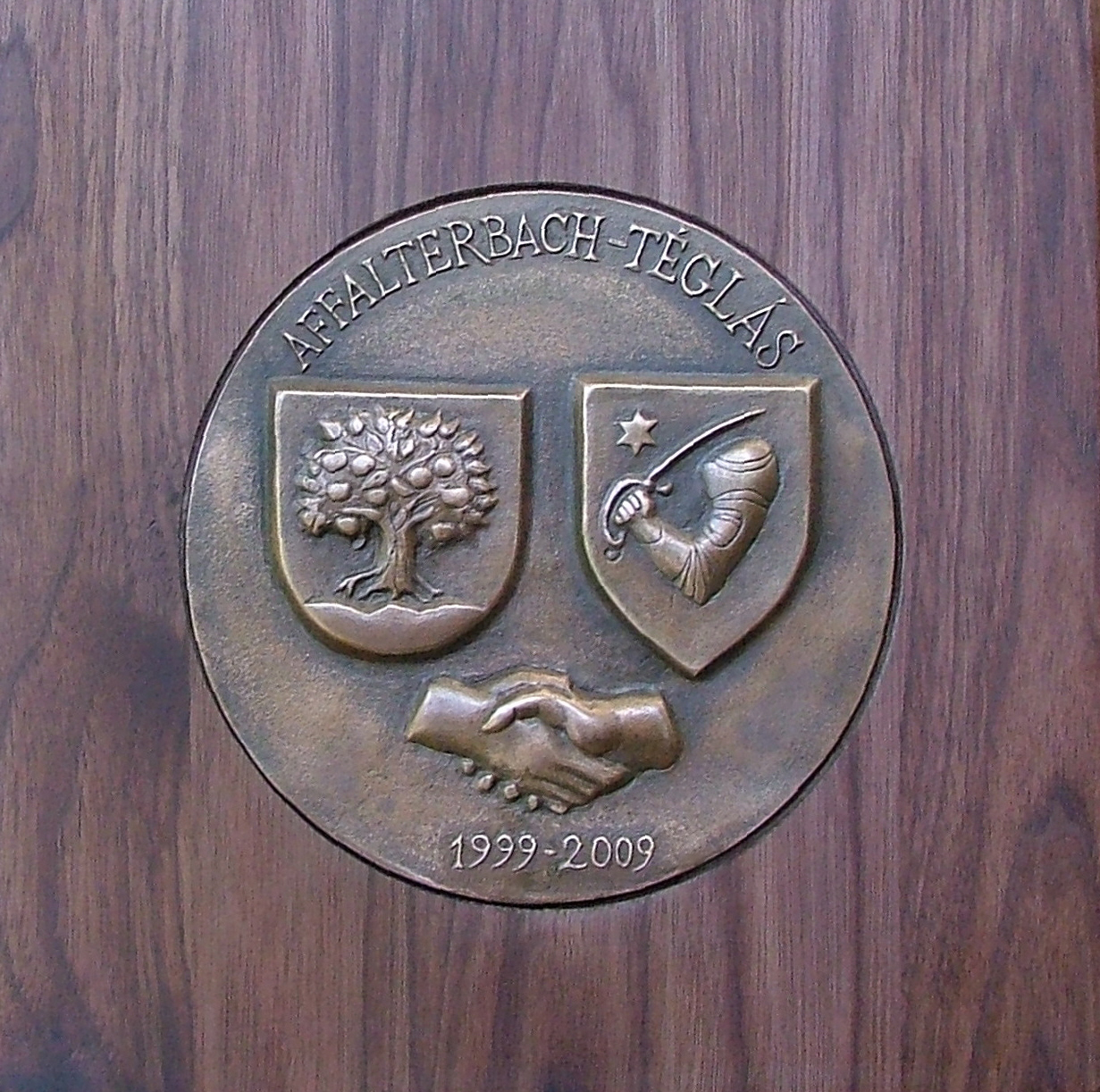
Emlékérem Téglás és Affalterbach testvérvárosi kapcsolatának 10. évfordulójára (Juha Richárd alkotása)

- Affalterbach, Németország
- Fulnek, Csehország
- Kistéglás, Ukrajna
- Ludwin, Lengyelország